# Harry Potter i Kamień Filozoficzny (film)
Harry Potter i Kamień Filozoficzny (tytuł oryginalny: Harry Potter and the Philosopher’s Stone lub Harry Potter and the Sorcerer’s Stone) – brytyjsko-amerykański film fantasy z 2001 roku w reżyserii Chrisa Columbusa na podstawie scenariusza Steve’a Klovesa. Stanowi adaptację powieści pod tym samym tytułem autorstwa brytyjskiej pisarki J.K. Rowling, wydanej w 1997. Jest pierwszą z ośmiu części serii filmowej Harry Potter, będącej elementem franczyzy medialnej Wizarding World.
Głównym bohaterem filmu jest Harry Potter, w którego wcielił się Daniel Radcliffe. Chłopiec, w wieku niemowlęcym osierocony przez rodziców, jest wychowywany przez lekceważące go wujostwo. W dniu jedenastych urodzin dowiaduje się, że jest czarodziejem. Wkrótce rozpoczyna naukę w Szkole Magii i Czarodziejstwa w Hogwarcie, gdzie zaprzyjaźnia się z Ronem Weasleyem (Rupert Grint) i Hermioną Granger (Emma Watson). Bohaterowie usiłują powstrzymać czarnoksiężnika Voldemorta przed kradzieżą ukrytego w szkole kamienia filozoficznego. W rolach drugoplanowych występują między innymi Robbie Coltrane, Alan Rickman, Maggie Smith, Richard Harris i Ian Hart.
Film został nakręcony przez wytwórnie Warner Bros. Pictures, Heyday Films i 1492 Pictures, a jego producentem był David Heyman. Studia kupiły od Rowling prawa do ekranizacji jej powieści w 1998. Zdjęcia odbywały się od września 2000 do marca 2001 w Wielkiej Brytanii, głównie w kompleksie Leavesden Studios. Scenografia została przygotowana przez Stuarta Craiga, który przy projektowaniu głównego miejsca akcji, Hogwartu, inspirował się średniowiecznymi angielskimi katedrami. Film miał premierę 4 listopada 2001 w Londynie, a 16 listopada 2001 trafił na ekrany kin. W Polsce zadebiutował 18 stycznia 2002.
Harry Potter i Kamień Filozoficzny został pozytywnie odebrany przez krytyków, którzy komplementowali jego walory wizualne i obsadę, jednak krytykowali nadmierną wierność powieści. Film odniósł duży sukces komercyjny na świecie, przynosząc dotychczas około 1,024 miliarda dolarów dochodu. Pobił rekordy najbardziej kasowych otwarć na ponad 20 rynkach, między innymi brytyjskim i amerykańsko-kanadyjskim. Na obu tych rynkach ustanowił dwa najbardziej dochodowe pojedyncze dni, jakie odnotował jakikolwiek film. W skali światowej był najbardziej kasową produkcją 2001 roku, a po trzech miesiącach wyświetlania w kinach stał się drugim najbardziej dochodowym filmem w historii. Pobił także rekordy sprzedaży nośników domowych (DVD i VHS). Otrzymał trzy nominacje do Nagród Akademii Filmowej (Oscarów) i siedem do Nagród Brytyjskiej Akademii Filmowej (BAFTA).

## Streszczenie fabuły
Gdy Harry Potter, chłopiec w wieku niemowlęcym, zostaje osierocony, Albus Dumbledore, Minerwa McGonagall i Rubeus Hagrid pozostawiają go przed wejściem do domu jego krewnych, Dursleyów. Dziesięć lat później Harry mieszka u Dursleyów, którzy traktują go z pogardą i każą mu spać w komórce pod schodami. Ich dom jest bombardowany przez zaadresowane do niego listy, jednak wujostwo nie pozwala mu ich otwierać. Rodzina kryje się w domu na wyspie, gdzie w dniu jedenastych urodzin Harry’ego nachodzi ich Hagrid. Chłopiec dowiaduje się od niego, że należy do sekretnej społeczności czarodziejów, a listy zawierały zaproszenie do Szkoły Magii i Czarodziejstwa w Hogwarcie. Następnego dnia Harry i Hagrid udają się na magiczną ulicę Pokątną na szkolne zakupy. Harry dowiaduje się, że dziesięć lat wcześniej czarnoksiężnik Lord Voldemort zamordował jego rodziców i chciał zabić jego, jednak mordercze zaklęcie się odbiło, wskutek czego stracił swoją moc i zniknął.
1 września Harry wyrusza Ekspresem Hogwart do szkoły. W trakcie podróży poznaje Rona Weasleya i Hermionę Granger, którzy również rozpoczynają naukę w Hogwarcie. Podczas uczty powitalnej pierwszoroczni są przydzielani między cztery szkolne domy. Harry, Ron i Hermiona trafiają do Gryffindoru. Uczniowie mają zajęcia między innymi z transmutacji z McGonagall, z eliksirów z przejawiającym wobec Harry’ego wrogość Severusem Snape’em, z obrony przed czarną magią z Quirrellem i z latania na miotle z Rolandą Hooch. W pierwszych tygodniach nauki Harry zaprzyjaźnia się z Ronem i gajowym Hagridem oraz rozpoczyna wrogą relację z należącym do Slytherinu Draco Malfoyem. Dzięki talentowi do latania na miotle zostaje włączony do drużyny Gryffindoru w magicznym sporcie, quidditchu. W Noc Duchów Harry i Ron pokonują trolla, który włamał się do szkoły. Hermiona, którą uratowali przed jego atakiem, zaczyna się z nimi od tej pory przyjaźnić.
Harry, Ron i Hermiona odkrywają, że w szkole znajduje się trójgłowy pies strzegący klapy w podłodze. Od Hagrida dowiadują się, że stworzenie pilnuje czegoś związanego z Nicolasem Flamelem. Hermiona dedukuje, że jest to zapewniający długowieczność kamień filozoficzny, którego Flamel jest jedynym posiadaczem. Harry podejrzewa, że Voldemort pragnie go zdobyć, a Snape mu w tym pomaga. Chcąc ich powstrzymać, wraz z Ronem i Hermioną wchodzi do klapy w podłodze. Tam, po wykonaniu z przyjaciółmi kilku zadań magicznych, dociera do komnaty, w której przebywa Quirrell. Okazuje się, że nauczyciel jest opętany przez Voldemorta, który pragnie zdobyć kamień. W wyniku dotknięcia Harry’ego ciało Quirrella płonie, dusza Voldemorta ucieka, a chłopiec traci przytomność. Obudziwszy się w skrzydle szpitalnym szkoły, dowiaduje się od dyrektora, Dumbledore’a, że kamień został zniszczony. Podczas uczty z okazji końca roku szkolnego Dumbledore przyznaje Harry’emu, Ronowi i Hermionie punkty za akcję z kamieniem, w wyniku czego Gryffindor zdobywa Puchar Domów.

## Obsada i postacie
| Obsada polskiego dubbingu: |
| - Jonasz Tołopiło jako Harry Potter - Marcin Łabno jako Ron Weasley - Joanna Kudelska jako Hermiona Granger - Wojciech Machnicki jako Prawie Bezgłowy Nick - Krzysztof Gosztyła jako Rubeus Hagrid - Wiesław Michnikowski jako Filius Flitwick - Kazimierz Wysota jako Vernon Dursley - Wojciech Duryasz jako Albus Dumbledore - Wojciech Paszkowski jako Quirrell - Włodzimierz Bednarski jako Garrick Ollivander - Mariusz Benoit jako Severus Snape - Ewa Dałkowska jako Petunia Dursley - Wiesława Mazurkiewicz jako Minerwa McGonagall - Joanna Jędryka jako Molly Weasley |

- Daniel Radcliffe jako Harry Potter – główny bohater. Osierocony przez rodziców w wieku niemowlęcym, w dniu jedenastych urodzin dowiaduje się, że jest czarodziejem. Rozpoczyna naukę w Szkole Magii i Czarodziejstwa w Hogwarcie, gdzie trafia do Gryffindoru, zaprzyjaźnia się z Ronem i Hermioną oraz rozwiązuje sprawę ukrytego w szkole kamienia filozoficznego[4].
- Rupert Grint jako Ron Weasley – przyjaciel Harry’ego, również należący do Gryffindoru[4].
- Emma Watson jako Hermiona Granger – przyjaciółka Harry’ego, również należąca do Gryffindoru[4].
- John Cleese jako Prawie Bezgłowy Nick – duch Gryffindoru[5].
- Robbie Coltrane jako Rubeus Hagrid – gajowy i strażnik kluczy Hogwartu, mieszkający w chacie na terenie zamku, przy Zakazanym Lesie[6].
- Warwick Davis jako

- Filius Flitwick – nauczyciel zaklęć w Hogwarcie,
- Gryfek (tylko głos) – goblin w Banku Gringotta.

- Richard Griffiths jako Vernon Dursley – mugolski wuj Harry’ego[8].
- Richard Harris jako Albus Dumbledore – dyrektor Hogwartu[6].
- Ian Hart jako Quirrell – nauczyciel obrony przed czarną magią w Hogwarcie[6].
- John Hurt jako Garrick Ollivander – sprzedawca różdżek w sklepie przy ulicy Pokątnej[9].
- Alan Rickman jako Severus Snape – nauczyciel eliksirów w Hogwarcie i opiekun Slytherinu[6].
- Fiona Shaw jako Petunia Dursley – mugolska ciotka Harry’ego[8].
- Maggie Smith jako Minerwa McGonagall – nauczycielka transmutacji w Hogwarcie i opiekunka Gryffindoru[6].
- Julie Walters jako Molly Weasley – matka Rona[5].

W filmie ponadto wystąpili:
- Sean Biggerstaff jako Oliver Wood – uczeń Hogwartu, kapitan drużyny Gryffindoru w quidditchu[11].
- Terence Bayler jako Krwawy Baron – duch Slytherinu[12].
- David Bradley jako Argus Filch – woźny w Hogwarcie[13].
- Richard Bremmer jako Lord Voldemort – główny antagonista. Czarnoksiężnik, który przed laty zamordował rodziców Harry’ego i bezskutecznie usiłował zabić jego[14].
- Alfred Enoch jako Dean Thomas – uczeń pierwszego roku w Hogwarcie, należący do Gryffindoru[15].
- Ray Fearon jako Firenzo (głos) – centaur w Zakazanym Lesie[16].
- Tom Felton jako Draco Malfoy – uczeń pierwszego roku w Hogwarcie, należący do Slytherinu[17].
- Simon Fisher-Becker jako Gruby Mnich – duch Hufflepuffu[18].
- Joshua Herdman jako Gregory Goyle – uczeń pierwszego roku w Hogwarcie, należący do Slytherinu, przyjaciel Draco Malfoya[19].
- Matthew Lewis jako Neville Longbottom – uczeń pierwszego roku w Hogwarcie, należący do Gryffindoru[17].
- Harry Melling jako Dudley Dursley – kuzyn Harry’ego, syn Vernona i Petunii[13].
- Devon Murray jako Seamus Finnigan – uczeń pierwszego roku w Hogwarcie należący, do Gryffindoru[15].
- James Phelps jako Fred Weasley – brat Rona na trzecim roku nauki w Hogwarcie, należący do Gryffindoru[2].
- Oliver Phelps jako George Weasley – brat Rona na trzecim roku nauki w Hogwarcie, należący do Gryffindoru, bliźniak Freda[2].
- Leslie Phillips jako Tiara Przydziału (głos) – magiczna tiara przydzielająca nowych uczniów Hogwartu do szkolnych domów[20].
- Chris Rankin jako Percy Weasley – brat Rona na piątym roku nauki w Hogwarcie, należący do Gryffindoru[21].
- Adrian Rawlins jako James Potter – ojciec Harry’ego[22].
- Geraldine Somerville jako Lily Potter – matka Harry’ego[22].
- Elizabeth Spriggs jako Gruba Dama – postać na ruchomym portrecie, wpuszczająca uczniów Gryffindoru do pokoju wspólnego[23].
- Zoë Wanamaker jako Rolanda Hooch – nauczycielka latania na miotle w Hogwarcie[24].
- Jamie Waylett jako Vincent Crabbe – uczeń pierwszego roku w Hogwarcie, należący do Slytherinu, przyjaciel Draco Malfoya[19].
- Bonnie Wright jako Ginny Weasley – młodsza o rok siostra Rona[17].
- Nina Young jako Szara Dama – duch Ravenclawu[25].
- Luke Youngblood jako Lee Jordan – uczeń Hogwartu, komentator meczów quidditcha[26].

Rik Mayall wcielił się w Irytka, poltergeista żyjącego w Hogwarcie, ale sceny z jego udziałem nie znalazły się w filmie.

## Produkcja

### Geneza

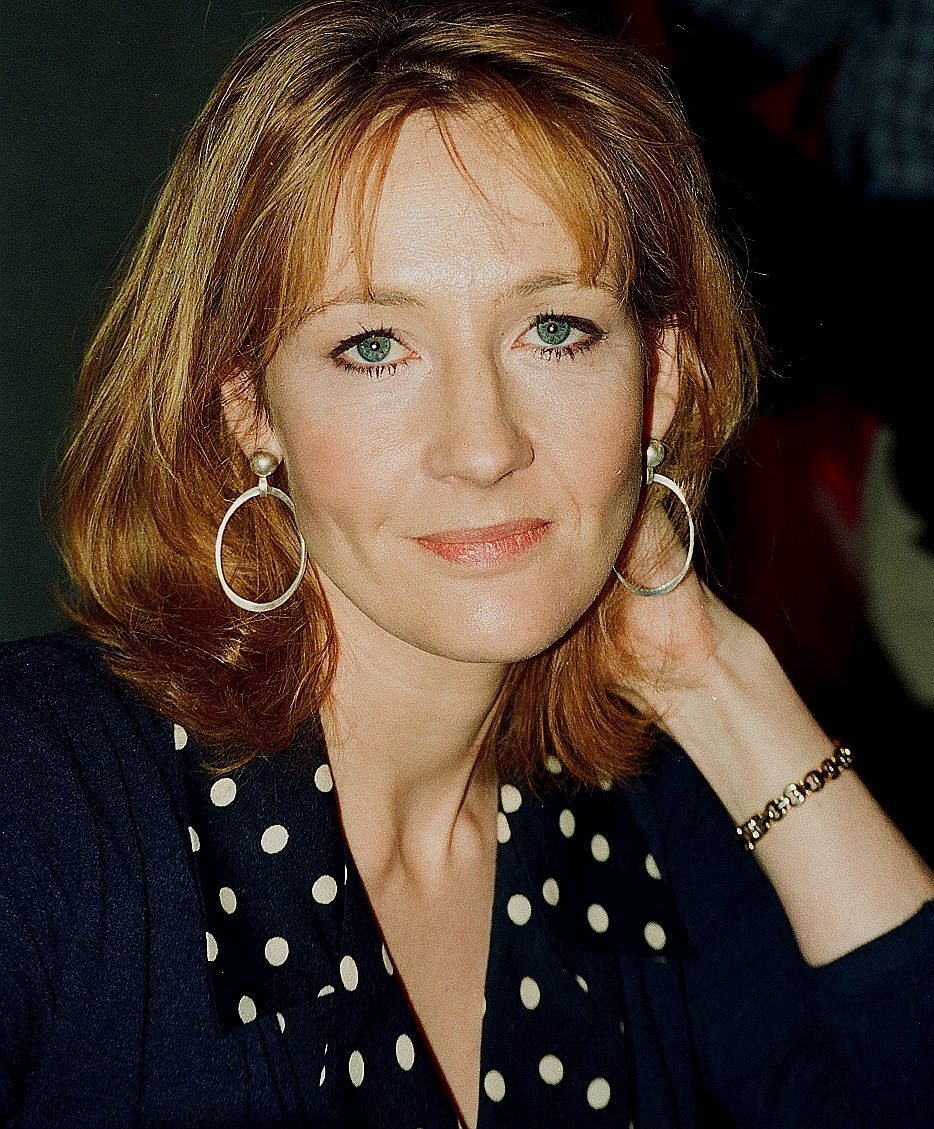
J.K. Rowling w 1999

26 czerwca 1997 wydawnictwo Bloomsbury Publishing opublikowało na terenie Wielkiej Brytanii powieść Harry Potter i Kamień Filozoficzny, rozpoczynającą siedmiotomową serię Harry Potter (wydawaną do 2007). Stanowiła ona debiut literacki Joanne Rowling, która na potrzeby wydania przyjęła pseudonim J.K. Rowling. Książka stopniowo zdobywała popularność, do końca 1997 sprzedając się w Wielkiej Brytanii w 70 tysiącach egzemplarzy. Już w 1997 wydawnictwo Scholastic Corporation kupiło prawa do jej dystrybucji na terenie Stanów Zjednoczonych.
W 1996 producent filmowy David Heyman założył w Londynie wytwórnię Heyday Films, w której na początku pracowały oprócz niego tylko dwie osoby: zajmująca się rozwojem Tanya Seghatchian i sekretarka Nisha Parti. Studio poszukiwało powieści do zaadaptowania. Pierwszym wyborem Heymana była książka The Ogre Downstairs Diany Wynne Jones, jednak ten pomysł upadł. Pod koniec 1996 Seghatchian natrafiła na artykuł prasowy o niewydanej jeszcze powieści debiutującej pisarki o dziecięcym czarodzieju. Na początku 1997 Parti zdobyła jej egzemplarz i umieściła go w szufladzie materiałów o niskim priorytecie. Po przeczytaniu książki poleciła ją Heymanowi, który zareagował sceptycznie ze względu na tytuł. Po przeczytaniu powieści w jeden wieczór był nią jednak zachwycony, po części ze względu na własne wspomnienia nauki w szkole z internatem. Z pomysłem zaadaptowania jej podzielił się z Lionelem Wigramem, swoim przyjacielem z dzieciństwa, który pracował w wytwórni Warner Bros. Pictures w Los Angeles. Wigram również wyraził zachwyt książką, która przypominała mu klasyki fantasy z dzieciństwa, takie jak Czarnoksiężnik z Krainy Oz czy Charlie i fabryka czekolady.
Wigram przedstawił Warner Bros. Pictures propozycję zekranizowania powieści. Część pracowników wytwórni była sceptycznie nastawiona ze względu na brytyjski charakter książki i fakt, że fantasy nie było już modnym gatunkiem filmowym. Ostatecznie wytwórnia wyraziła zgodę na nakręcenie adaptacji. Rowling początkowo nie chciała się zgodzić na zekranizowanie jej powieści, ponieważ obawiała się utraty praw do stworzonych przez siebie postaci. Odmówiła kilku podmiotom starającym się o zakup praw do adaptacji, w tym Warner Bros. Pictures, również po propozycjach zwiększenia zapłaty. Ostatecznie wyraziła zgodę, otrzymawszy zapewnienie, że nie będą powstawały nieautoryzowane przez nią kontynuacje historii o Harrym Potterze. Ponadto zastrzegła, że obsada ma się składać z Brytyjczyków mówiących brytyjskimi akcentami, z ewentualnymi wyjątkami na rzecz Irlandczyków. Po około roku negocjacji umowa w sprawie ekranizacji powieści z serii Harry Potter została podpisana 1 września 1998, w tym samym dniu, gdy Harry Potter i Kamień Filozoficzny ukazał się w Stanach Zjednoczonych. Według nieoficjalnych doniesień medialnych Rowling zarobiła na kontrakcie milion funtów brytyjskich oraz otrzymała zapewnienie wkładu w produkcję filmów i części pieniędzy z ich dochodów.
W 1999 dwaj przedstawiciele brytyjskiego przemysłu filmowego udali się do Stanów Zjednoczonych w celu przedstawienia wytwórni Warner Bros. Pictures planu ulokowania całej produkcji filmu w Wielkiej Brytanii. Steve Norris, prezes stowarzyszenia British Film Commission, wypowiedział się: „Myśl, że [Harry Potter] miałby być kręcony gdzie indziej, wywoływała u wszystkich dreszcze wzdłuż kręgosłupa”. Dwa największe studia filmowe w Wielkiej Brytanii, Pinewood Studios i Shepperton Studios, nie spełniały oczekiwań producentów ze względu na zbyt małą ilość miejsca potrzebnego do wybudowania scenografii. Na główne miejsce zdjęć został wybrany kompleks Leavesden Studios w miejscowości Leavesden, przez lata pełniący funkcję lotniska, a od 1995 wykorzystywany przy produkcji filmowej.
Film był produkowany pod tytułem Harry Potter and the Philosopher’s Stone. W Stanach Zjednoczonych i wybranych państwach Azji był jednak dystrybuowany jako Harry Potter and the Sorcerer’s Stone, co było podyktowane analogiczną zmianą tytułu powieści w tych krajach. Łączny budżet filmu wyniósł około 125 milionów dolarów.

### Scenariusz
Scenarzysta Steve Kloves był osobą, którą najbardziej stresowałam się poznać. Naprawdę byłam gotowa go znienawidzić, bo przecież miał zmasakrować moje dziecko. Gdy go poznałam, zapytałam, jaka jest jego ulubiona postać. Myślałam, że wskaże Rona, bo Rona bardzo łatwo uwielbiać – to oczywiste. On jednak wybrał Hermionę, a ja oniemiałam.

W 1998, jeszcze przed podpisaniem umowy w sprawie adaptacji, Heyman i Warner Bros. Pictures rozpoczęli poszukiwania scenarzysty. Mimo brytyjskiego charakteru filmu twórcy postanowili zatrudnić kogoś ze Stanów Zjednoczonych. Heyman wypowiedział się: „Ta historia to tak zwana wielka rozrywka, a niewiele brytyjskich scenarzystów tworzyło wielką rozrywkę”. Początkowo poszukiwania były nieudane ze względu na fakt, że powieść nie została jeszcze wydana w Stanach. Pierwszym scenarzystą, do którego producenci się zwrócili, był Richard Curtis, on jednak nie wyraził zainteresowania. Jesienią 1998, gdy Harry Potter i Kamień Filozoficzny ukazał się w Stanach, zainteresowanie wśród scenarzystów znacznie wzrosło. Na ostatecznej liście kandydatów rozważanych przez producentów znaleźli się Steve Kloves i Michael Goldenberg. Kloves, polecony im przez agencję Creative Artists Agency, otrzymał od Warner Bros. Pictures książkę na początku 1999. Przeczytawszy ją, wyraził zainteresowanie napisaniem scenariusza. Powiedział przedstawicielom wytwórni, że akcent filmu musi być położony na postacie, bo to one decydują o tym, czy produkcja spodoba się dzieciom, w znacznie większym stopniu niż na przykład efekty specjalne. Ponadto był przekonany o słuszności zachowania brytyjskiego charakteru opowieści. Ostatecznie Kloves otrzymał angaż.
Wytwórnia Warner Bros. Pictures zorganizowała dla Rowling lot do Los Angeles w celu poznania Klovesa. Scenarzysta przyznał w wywiadzie: „Spotkanie z nią mnie ekscytowało, bałem się jednak, że pomyśli, iż chcę zniszczyć jej dziecko”. Rowling poprosiła go o to, by pozostał wierny jej postaciom. Kloves wyznał, że praca nad scenariuszem była trudna, ponieważ powieść nie dawała dużego pola do adaptacji, zwłaszcza w porównaniu z dwoma kolejnymi wydanymi dotychczas tomami. Część pierwsza miała w jego ocenie mniej zwartą akcję, a jej akcent został położony na prezentację świata przedstawionego.

### Reżyseria

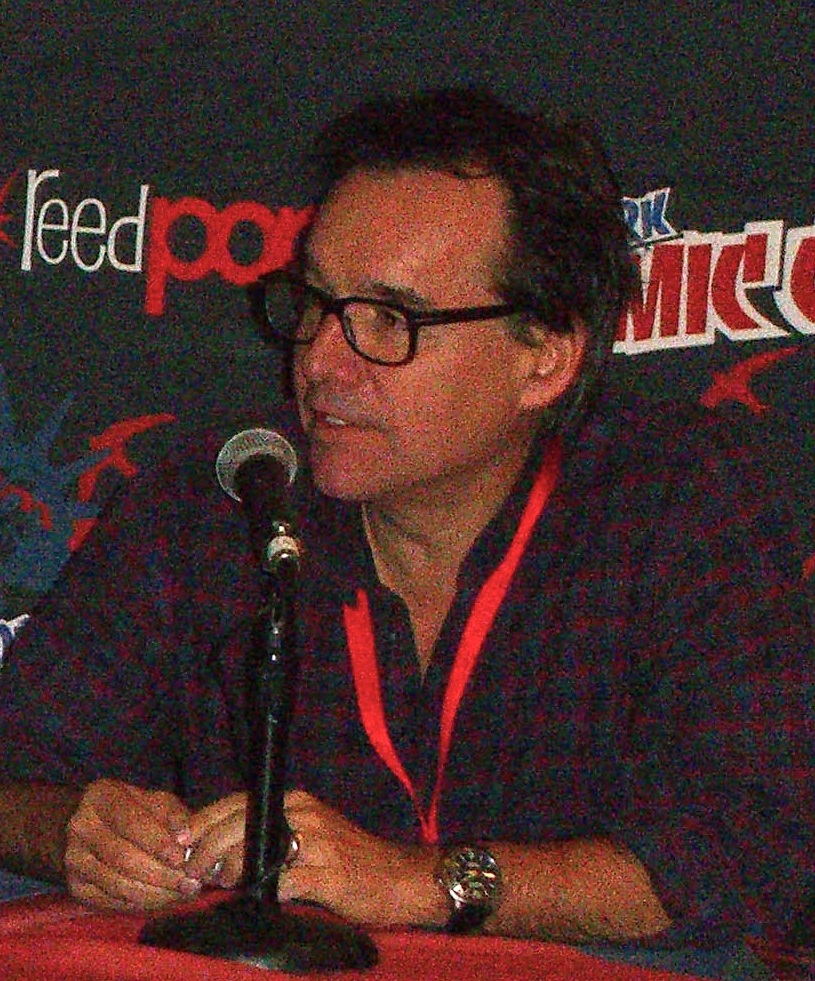
Chris Columbus, reżyser filmu

Pierwszym reżyserem, który zgłosił swoją kandydaturę do pracy nad Harrym Potterem i Kamieniem Filozoficznym, był Brad Silberling. Przedstawiciele Warner Bros. zaproponowali wyreżyserowanie filmu Stevenowi Spielbergowi, równocześnie proponując jego wytwórni DreamWorks współprodukcję. Spielberg jako pierwszy potencjalny reżyser otrzymał scenariusz oraz przystąpił do trwających około pół roku rozmów z Warner Bros., Heymanem i Rowling. Zainspirowany sukcesami wytwórni Pixar chciał nakręcić film animowany, łączący fabularnie elementy kilku książek z serii Harry Potter, czemu sprzeciwiał się prezes i dyrektor operacyjny Warner Bros., Alan F. Horn. Ponadto zachwycony filmem Szósty zmysł Spielberg typował do głównej roli Haleya Joela Osmenta, co stało w sprzeczności z wymogiem wyłącznie brytyjskich aktorów. 23 lutego 2000 Spielberg ogłosił w oświadczeniu prasowym, że nie wyreżyseruje Harry’ego Pottera i Kamienia Filozoficznego. W 2001 wyznał w wywiadzie, że woli reżyserować bardziej autentyczne historie, a Harry Potter nie stanowił dla niego wyzwania.
Po rezygnacji Spielberga prowadzone były rozmowy w sprawie reżyserii z Silberlingem, Chrisem Columbusem, Robem Reinerem, Wolfgangiem Petersenem, Alanem Parkerem, Terrym Gilliamem, Ivanem Reitmanem, Jonathanem Demmem, Mikiem Newellem, Timem Robbinsem, Peterem Weirem i M. Nightem Shyamalanem. Każdy z kandydatów miał przedstawić swoją wizję filmu podczas rozmowy z Heymanem, Hornem i prezesem Warner Bros. Pictures, Lorenzo di Bonaventurą. Ponadto wytwórnia sugerowała kandydatom podjęcia się także ekranizacji drugiej powieści z serii, Harry’ego Pottera i Komnaty Tajemnic, nad którą prace miały wystartować niedługo po zakończeniu pierwszej części. Heyman osobiście skontaktował się z Newellem, który odrzucił ofertę wyreżyserowania filmu. Shyamalan i Petersen byli zajęci innymi projektami, zaś Reiner zrezygnował z przyczyn politycznych. Petersen dodatkowo wyznał w wywiadzie, że zaplanowana przez wytwórnię data premiery filmu nie pozwalała na odpowiednią realizację efektów specjalnych. 14 marca 2000 „Variety” doniósł, że na ostateczną listę kandydatów wytwórni dostali się Silberling, Columbus, Parker i Gilliam. Rowling i Heyman preferowali Gilliama ze względu na jego humor, „odrobinę szaleństwa, wrażliwość i dotychczasowe wyprawy w krainę fantazji”, jednak Horn nie był przekonany, czy może powierzyć Harry’ego Pottera komuś tak nieprzewidywalnemu.

Moimi inspiracjami były dwa filmy Davida Leana: Wielkie nadzieje i Oliver Twist – ten typ mroku, ten typ obramowań, ta jakość kinematografii. Jeśli chodzi o paletę barw, rozmawialiśmy o Olivierze i Ojcu chrzestnym, które mają bardzo bogatą jakość, wręcz jak z technicoloru. Gdy wstępowaliśmy do Krainy Magii – tak właśnie nazywaliśmy Hogwart – chcieliśmy, by każdy kadr był wypełniony taką właśnie estetyką.

Columbus początkowo nie był przekonany do reżyserowania adaptacji książki dla dzieci. Do zaangażowania się w projekt namawiała go córka Eleanor, fanka Harry’ego Pottera. Przeczytawszy scenariusz, Columbus wyraził zainteresowanie reżyserią i poprosił agenta o umówienie go z Warner Bros. Przed spotkaniem samodzielnie modyfikował scenariusz przez 12 dni. Jego pomysłem było naznaczenie kontrastu między posępnymi i ponurymi scenami osadzonymi w świecie mugolskim a kolorowymi, nastrojowymi i szczegółowymi scenami ze świata magii. Ponadto Columbus zgadzał się z koncepcją zatrudniania tylko brytyjskich aktorów i pragnął pozostać wiernym powieści Rowling. Na korzyść Columbusa w oczach przedstawicieli wytwórni działało jego doświadczenie z kinem familijnym – wcześniej reżyserował Kevina samego w domu (1990) i Panią Doubtfire (1993). Około 6–7 tygodni po rozmowie Columbus został zatrudniony, co Warner Bros. ogłosiło publicznie 28 marca 2000. Ponadto należąca do Columbusa wytwórnia 1492 Pictures została współproducentem filmu.
Rowling początkowo nie była przekonana do Columbusa, preferując, by film wyreżyserował Brytyjczyk. Na życzenie wytwórni Columbus poleciał do Edynburga na spotkanie z Rowling i Heymanem w kawiarni, w której powstawała powieść. Po wysłuchaniu dwuipółgodzinnej prezentacji wizji filmu Rowling wyznała, że w taki właśnie sposób wyobrażała sobie adaptację swojej powieści. Dla lepszego zrozumienia historii Columbus przeczytał wszystkie trzy wydane dotychczas powieści z serii Harry Potter, a także wysłany mu przez Rowling maszynopis niewydanego jeszcze czwartego tomu, Harry’ego Pottera i Czary Ognia.

### Dobór obsady

#### Postacie główne
Susie Figgis została mianowana kierownikiem castingu. W kwietniu 2000 na stronie internetowej filmu pojawiło się ogłoszenie o naborze do głównych ról: Harry’ego Pottera, Rona Weasleya i Hermiony Granger. Po tym, jak wytwórnia otrzymała ponad 40 tysięcy zgłoszeń, ogłoszenie zostało usunięte. 21 maja 2000 „The Independent” doniósł, że rozważane jest obsadzenie Jamiego Bella. 30 maja 2000 na stronie internetowej filmu ponownie pojawiło się ogłoszenie o naborze, z zastrzeżeniem, że kandydaci muszą pochodzić z Wielkiej Brytanii i mieć od 9 do 11 lat. Do zgłoszenia miało być dołączone nagranie, na którym uczestnik opowiada dowcip i czyta wybrany fragment powieści. Podczas przesłuchania każdy miał zaimprowizować scenę pierwszego wejścia do Hogwartu, zaś w drugim etapie przeczytać kilka stron scenariusza w obecności Columbusa. O rolę Harry’ego ubiegał się między innymi William Moseley. W lipcu 2000 Figgis, zdenerwowana z powodu niezdecydowania Columbusa, zrezygnowała z pracy nad filmem. Nowym kierownikiem castingu została mianowana Janet Hirshenson, która – wbrew wcześniejszemu planowi zatrudniania tylko Brytyjczyków – rozpoczęła poszukiwania odtwórców głównych ról w Stanach Zjednoczonych. Kandydaci mieli podczas przesłuchań czytać fragmenty napisanego przez Columbusa scenariusza filmu Piramida strachu (1985). 15 lipca 2000 w „Daily Express” ukazała się informacja, że Columbus chce zatrudnić do roli Harry’ego pochodzącego ze Stanów Liama Aikena, z którym współpracował przy filmie Mamuśka (1998). Rowling zaprzeczyła doniesieniom, jakoby chłopiec miał zostać obsadzony, podkreślając, że angaż dostanie Brytyjczyk. 31 lipca 2000 media doniosły, że producenci rozważają do roli Harry’ego już tylko trzech aktorów, w tym Seana Flynna Amira. W sierpniu 2000 „The Daily Telegraph” poinformował nieoficjalnie, że angaż otrzymał Gabriel Thomson, jednak jego agent temu zaprzeczył.

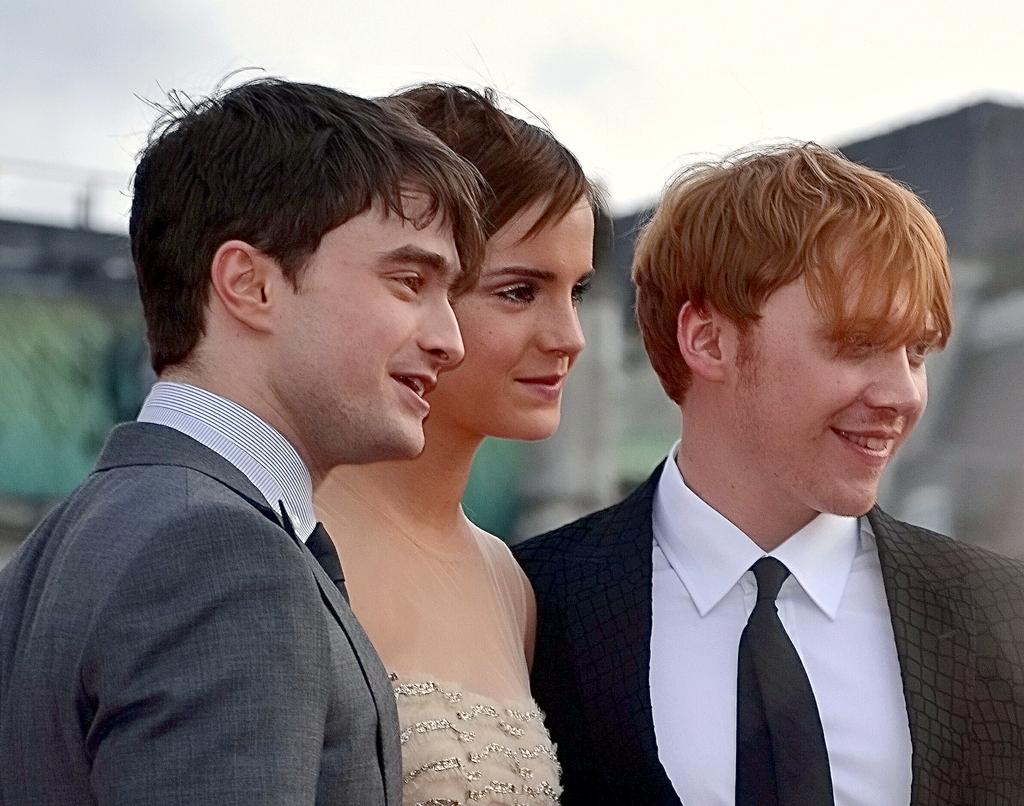
Daniel Radcliffe, Emma Watson i Rupert Grint w 2011

Columbus zwrócił uwagę na Daniela Radcliffe’a, zobaczywszy go w miniserialu David Cooperfield telewizji BBC. Ojciec Daniela, Alan Radcliffe, był agentem literackim i znajomym Heymana. Alan z żoną otrzymali propozycję wysłania syna na casting, jednak odrzucili ją, nie chcąc, by chłopiec kręcił siedem filmów w Los Angeles (jak zakładał ówczesny plan produkcji). Kilka miesięcy później, w czerwcu 2000, Heyman i Kloves wybrali się do londyńskiego teatru na sztukę Kamienie w kieszeniach, gdzie spotkali Radcliffe’ów. Dzień później Heyman zadzwonił do Alana, ponawiając propozycję zgłoszenia Daniela na casting do roli Harry’ego. Tym razem rodzice chłopca przekonali się do pomysłu z uwagi na fakt, że kontrakt miał opiewać tylko na dwa filmy kręcone w Anglii. Rowling wyznała, że zobaczywszy nagrania z przesłuchania Radcliffe’a, uznała, że nie wyobraża sobie lepszego odtwórcy roli Harry’ego.
Rupert Grint zapragnął zostać aktorem po zagraniu głównej roli w szkolnym przedstawieniu o Rumpelstiltskinie. O castingu do Harry’ego Pottera i Kamienia Filozoficznego dowiedział się z programu Newsround telewizji BBC. Postanowił kandydować do roli Rona, uznawszy, że pasuje do postaci ze względu na rude włosy i poczucie humoru. W ramach zgłoszenia wysłał producentom nagranie, na którym rapuje, uzasadniając, dlaczego chce dostać rolę. O rolę Rona ubiegał się także Thomas Brodie-Sangster. Osoby odpowiedzialne za casting odwiedzały angielskie szkoły, zachęcając do zgłoszeń. Dowiedziawszy się w ten sposób o castingu, nauczyciel aktorstwa w oksfordzkiej szkole polecił do niego swoją uczennicę, Emmę Watson. Watson wyznała, że „desperacko pragnęła zagrać Hermionę”. Heyman powiedział w wywiadzie: „Jej próba ekranowa nas zmiotła. Była fenomenalna. Miała poczucie humoru Hermiony, a jak na dziesięciolatkę była ostra niczym bicz. Była bystra, a kamera ją kochała. Wszyscy się zgodziliśmy, że Emma musi zostać Hermioną”.
W finałowej fazie castingu Radcliffe, Grint i Watson byli przesłuchiwani w trójkę, odgrywając wspólne sceny Harry’ego, Rona i Hermiony. 20 sierpnia 2000 Radcliffe dowiedział się przez telefon, że otrzymał angaż. Dzień później cała trójka została wezwana do biura Heymana, gdzie również Grint i Watson dowiedzieli się o wygraniu castingu. Tego samego dnia ich nazwiska jako odtwórców głównych ról zostały ogłoszone przez producentów. Dla Grinta i Watson film stanowił debiut aktorski (nie licząc przedstawień szkolnych).

#### Postacie drugoplanowe
Robin Williams i Rosie O’Donnell ubiegali się o role kolejno Rubeusa Hagrida i Molly Weasley, jednak zostali odrzuceni ze względu na bycie Amerykanami. W czerwcu 2000 „The Hollywood Reporter” doniósł, że trwają negocjacje z Maggie Smith w sprawie roli Minerwy McGonagall. W tym samym miesiącu „Variety” poinformował, że Tim Roth i Robbie Coltrane są typowani do ról kolejno Severusa Snape’a i Rubeusa Hagrida. Roth odrzucił propozycję, ponieważ nie był w stanie pogodzić równoczesnych zdjęć do Harry’ego Pottera i Kamienia Filozoficznego oraz Planety Małp. Propozycję wcielenia się w Albusa Dumbledore’a odrzucili Patrick McGoohan i Sean Connery – McGoohan ze względu na problemy zdrowotne, zaś Connery nie był zainteresowany rolą czarodzieja w filmie dla dzieci. W sierpniu 2000 „The Hollywood Reporter” doniósł, że Richard Harris i Alan Rickman otrzymali propozycje ról kolejno Dumbledore’a i Snape’a. Magazyn poinformował również, że Richard Griffiths, Fiona Shaw i Ian Hart zostali obsadzeni do postaci kolejno Vernona Dursleya, Petunii Dursley i Quirrella. O rolę Quirrela ubiegał się także David Thewlis, który później został obsadzony w trzeciej części serii, Harrym Potterze i więźniu Azkabanu.
13 sierpnia 2000 Rowling poinformowała, że Coltrane i Smith, o których angaż ubiegała najbardziej, zostali obsadzeni. 22 sierpnia 2000 „The Guardian” poinformował nieoficjalnie, że Rickman podpisał kontrakt. We wrześniu 2000 w mediach pojawiły się doniesienia, że Warwick Davis wcieli się w Filiusa Flitwicka, Julie Walters w Rolandę Hooch, a Harris odrzucił propozycję roli ze względu na brak porozumienia w sprawie wynagrodzenia. W październiku 2000 media doniosły, że Harris jednak wcieli się w Dumbledore’a. Aktor wyznał w wywiadzie, że był niechętny do wystąpienia w filmie. Zmienił jednak zdanie, gdy jego wnuczka zagroziła, że jeśli nie przyjmie roli, nigdy się do niego nie odezwie. Również w październiku 2000 Zoë Wanamaker potwierdziła, że została obsadzona w roli Hooch. W listopadzie 2000 wytwórnia Warner Bros. ogłosiła, że John Cleese i Julie Walters wystąpią w filmie jako kolejno Prawie Bezgłowy Nick i Molly Weasley. W styczniu 2001 Davis potwierdził, że wcieli się w dwie postaci: Flitwicka i goblina Gryfka. Rowling zdradziła, że odrzuciła propozycję występu cameo jako Lily Potter, bo nie uważała, żeby wypadła dobrze jako aktorka.
Tom Felton początkowo wziął udział w castingu do roli Harry’ego. Przed przesłuchaniem nie przeczytał powieści, jednak znał jej fragmenty ze szkoły, gdzie książkę czytał podczas lekcji nauczyciel. Heyman wyznał, że chłopiec wywarł pozytywne wrażenie ze względu na swój talent i doświadczenie aktorskie. Następnie Felton ubiegał się o rolę Rona, a ostatecznie otrzymał angaż jako Draco Malfoy. Matthew Lewis był fanem Harry’ego Pottera i marzył o zagraniu w jego adaptacji. Około pół roku po wzięciu udziału w przesłuchaniu w Leeds został wezwany na ponowne przesłuchanie do roli Neville’a Longbottoma, a kilka dni później otrzymał angaż. Bonnie Wright zgłosiła się na przesłuchanie po tym, jak przedstawiciele agencji castingowej szukali chętnych w jej szkole. Wkrótce została zaangażowana do roli Ginny Weasley.

### Scenografia

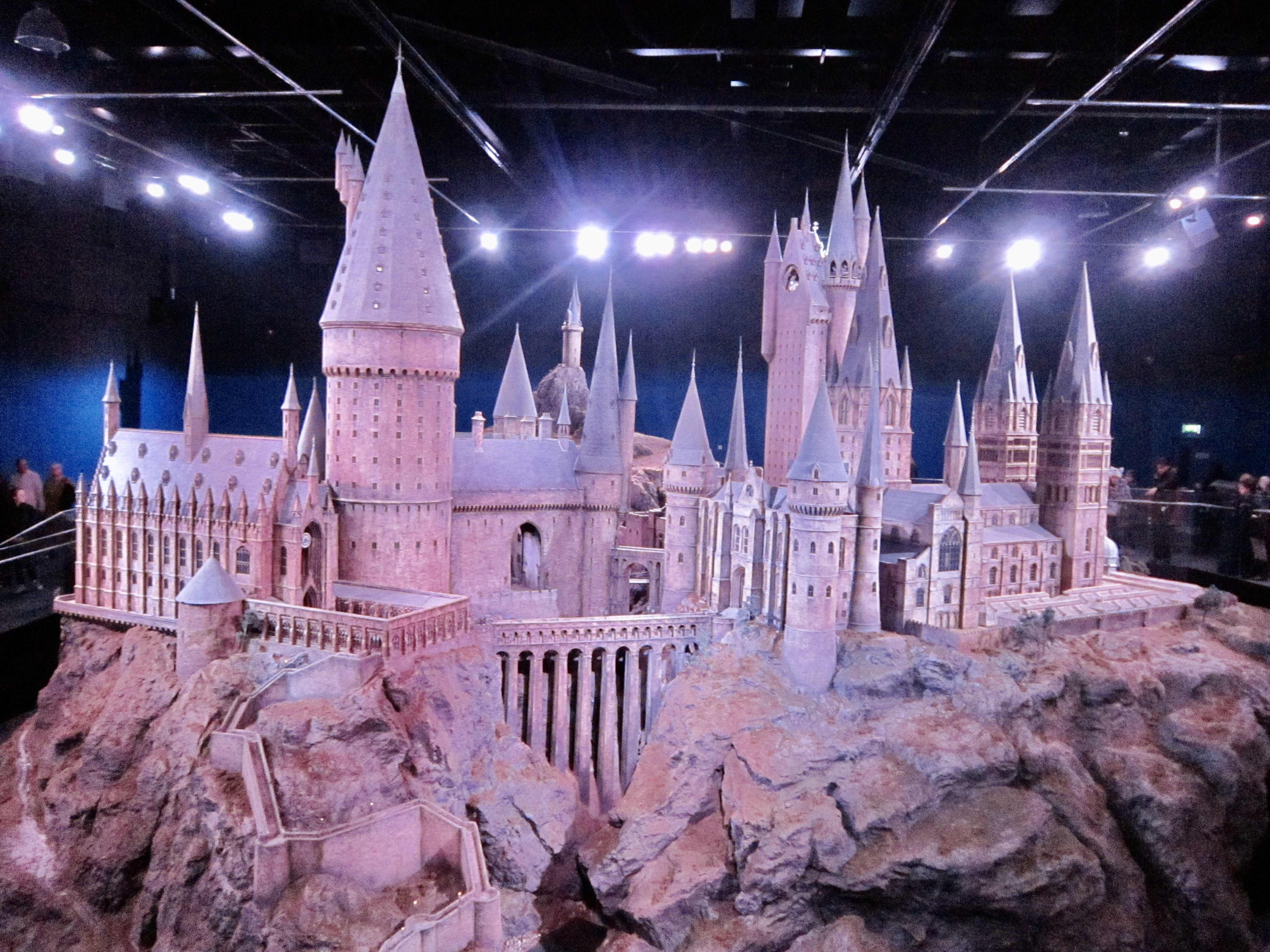
Model Hogwartu w skali 1:24, wykorzystywany w ujęciach z lotu ptaka

Stuart Craig został zaangażowany na scenografa filmu, zaś Stephenie McMillan na główną dekoratorkę wnętrz. Podczas pierwszego spotkania z Craigiem Rowling narysowała odręczną mapę głównego miejsca akcji powieści, zamku Hogwart, i jego okolic. Rysunek stanowił dla Craiga bazę przy projektowaniu scenografii. Zgodnie z sugestią Columbusa, sam Hogwart został w filmie powiększony względem mapy Rowling. Jako że według powieści zamek istniał od setek lat, Craig postanowił przy jego projektowaniu odwzorować styl znanych europejskich katedr. Głównymi punktami odniesienia były dla niego Christ Church w Oksfordzie, katedra w Durham i katedra w Gloucester. Wspominał: „Od początku zakładaliśmy, że [Hogwart] nie będzie cudaczny i wyjęty z bajki, lecz masywny, mocny i prawdziwy (…). Chcieliśmy, by był w stylu gotyckim, czyli ciężki i dynamiczny, więc składając go w całość braliśmy po trochę skąd się tylko dało – z gmachów uniwersytetów, z katedr”. 86-osobowa ekipa produkcyjna wybudowała w Leavesden Studios model Hogwartu w skali 1:24, wykorzystywany w ujęciach zamku z lotu ptaka.
W Leavesden Studios została zbudowana Wielka Sala Hogwartu o szerokości 12 metrów i długości 36 metrów. Craig zaprojektował jej wnętrze głównie na bazie Christ Church, ponadto odwzorował sufit Opactwa Westminsterskiego. Na ścianach zostały zainstalowane posągi gryfów, zaś podłoga była wybrukowana kamiennymi płytkami sprowadzanymi z Yorku. Początkowo w Wielkiej Sali zostały zainstalowane setki zwisających z sufitu świeczek, jednak po tym, jak jedna z nich spadła, świeczki zostały usunięte, a w postprodukcji dodano je przy pomocy komputerowych efektów specjalnych. W Leavesden Studios został także zbudowany fragment klatki schodowej Hogwartu, której reszta została później dodana komputerowo. Przy pomocy mechanicznych efektów specjalnych schody mogły się obracać, zgodnie z opisem w powieści. Do scen meczów quidditcha, sportu czarodziejów, Craig zaprojektował stadion z wysokimi trybunami i banerami przedstawiającymi herby domów Hogwartu. Inspirację stanowiły dla niego średniowieczne pojedynki kruszenia kopii. Na potrzeby sceny gry w olbrzymie magiczne szachy zostały wyprodukowane 32 zaprojektowane przez Craiga figury, o wysokości do około 3,5 metrów.

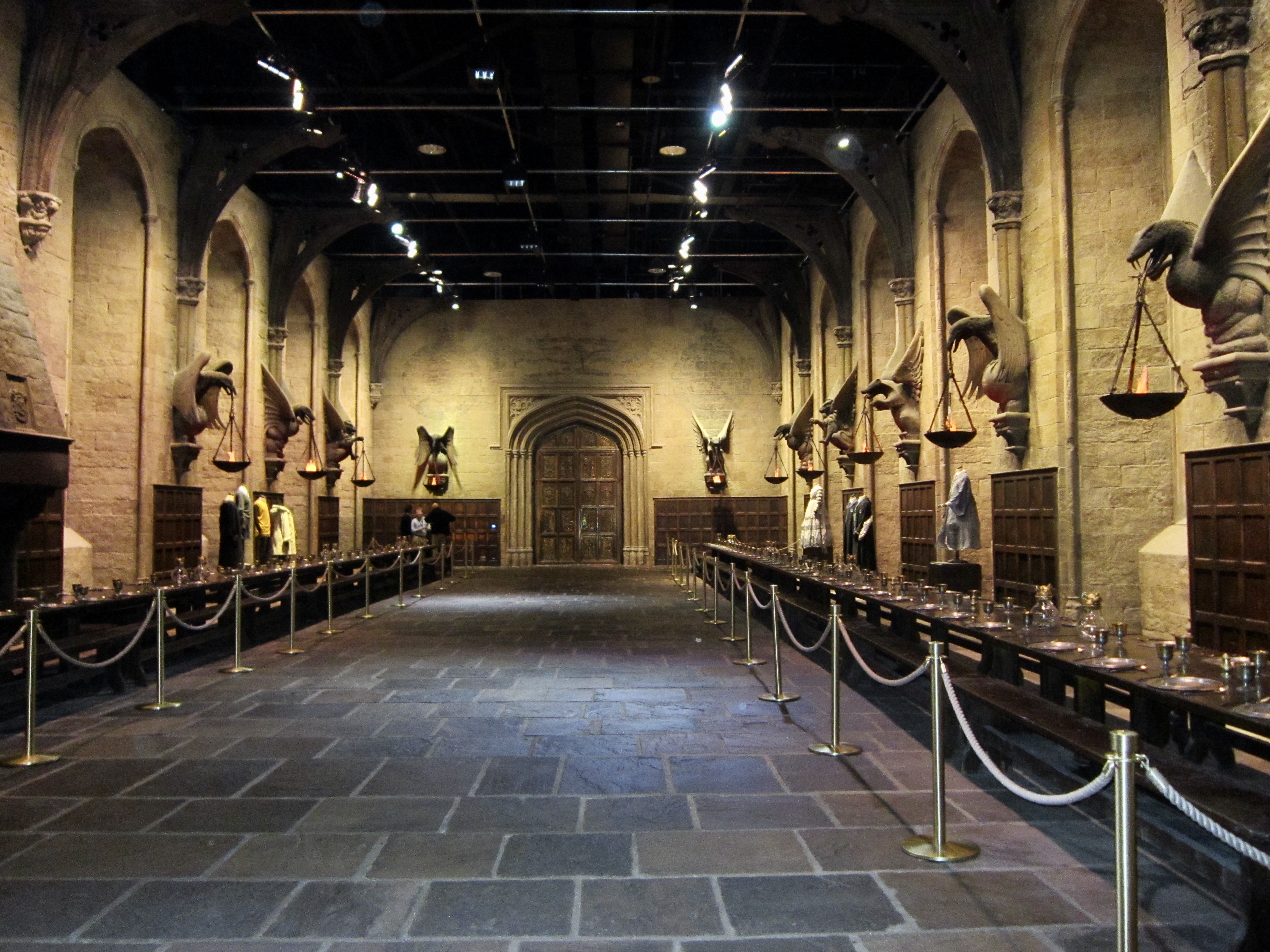
Wielka Sala Hogwartu

Ze względu na ograniczenia czasowe wybudowanie wszystkich planów zdjęciowych w Leavesden Studios było niemożliwe, w związku z czym producenci filmu poszukiwali istniejących lokalizacji, w których zostałyby nakręcone niektóre sceny osadzone w Hogwarcie. Przedstawiciele Katedry Kanterberyjskiej w Canterbury odrzucili propozycję udostępnienia jej do zdjęć, tłumacząc to pogańskim charakterem powieści. Ostatecznie do zdjęć zostały wybrane zamek Alnwick, katedra w Gloucester i katedra w Durham. W Durham zostały zainstalowane filary z literą H i dwoma sowami, szkolne biurka oraz tablice w runami.
Producenci filmu poprosili Craiga, by w celu oszczędzenia pieniędzy znalazł w Anglii drogę, która posłuży podczas zdjęć za ulicę Pokątną. Uznawszy, że jest to niemożliwe, przekonał ich do zbudowania planu w Leavesden Studios. Zaprojektował brukowaną ulicę, przy której stały wysokie, pochylone, sprawiające wrażenie opadających budynki, inspirowane architekturą okresu Tudorów, epoką georgiańską i stylem królowej Anny. Rowling wyznała, że dokładnie tak wyobrażała sobie ulicę Pokątną, pisząc powieść. Craig wspominał, że planując styl banku Gringotta myślał o „ciężkim, masywnym klasycyzmie z dużą ilością polerowanego marmuru i bejcowanego mahoniu”. Ze względów budżetowych została podjęta decyzja, że plan banku nie zostanie wybudowany, a zamiast tego do zdjęć posłużyło wnętrze Australia House w Londynie. Podczas sceny w sklepie Ollivandera wykorzystano około 1700 specjalnie wyprodukowanych pudełek na różdżki. W Leavesden Studios zostało także zbudowane wnętrze domu Dursleyów. McMillan wspominała, że zgodnie z zaleceniem Columbusa, by dom wyglądał okropnie i pretensjonalnie, wyposażyła go w „paskudne sofy, najgorszego typu płytki do kuchni oraz lśniący, straszny kominek”.

### Kostiumy i charakteryzacja

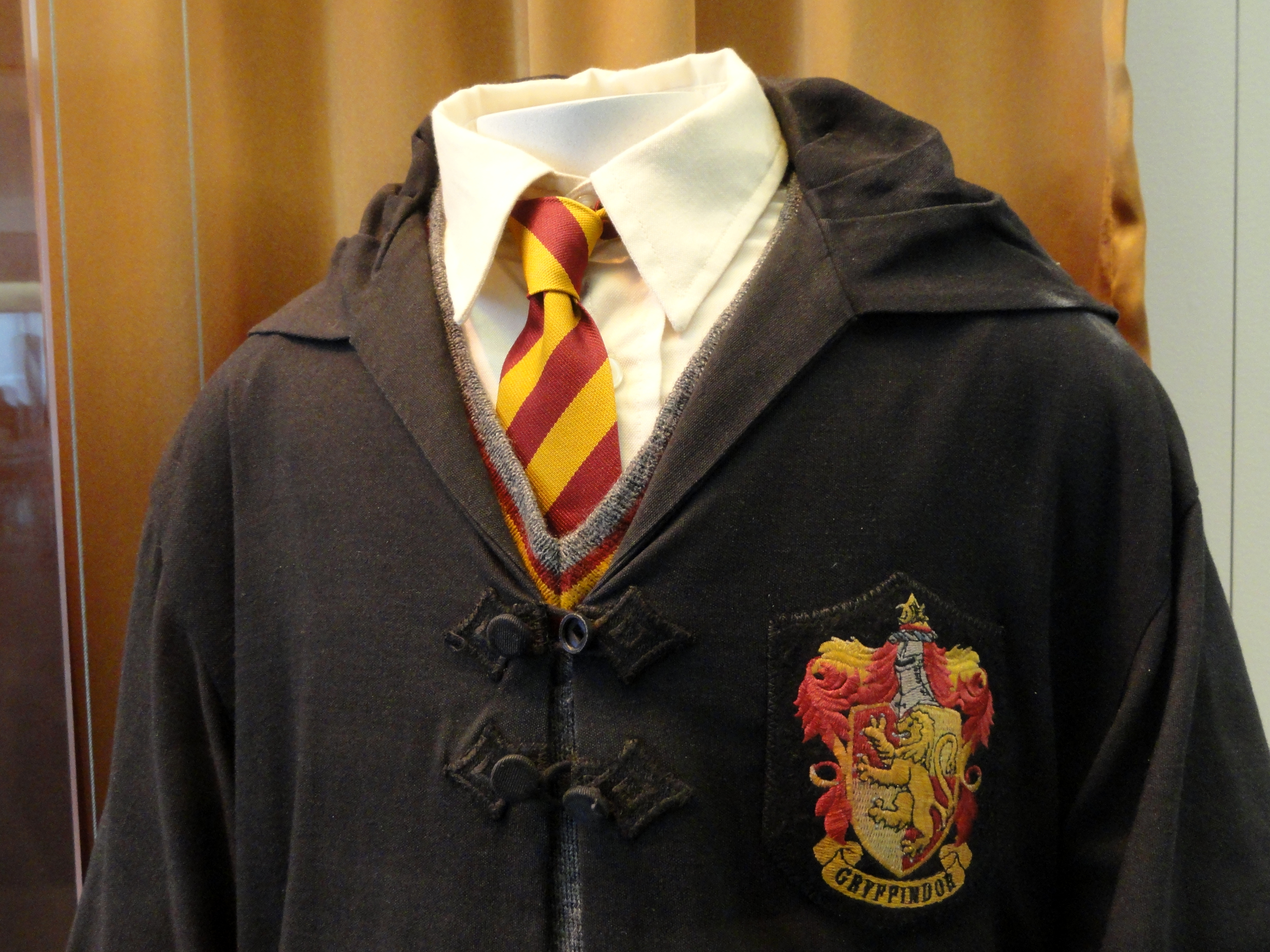
Mundurek Harry’ego Pottera

Judianna Makovsky została zaangażowana jako kostiumografka filmu. Jej pierwszym projektem były mundurki dla uczniów Hogwartu. Ze względu na brak opisu w powieści, zadecydowała o stworzeniu ich na bazie tradycyjnych mundurków brytyjskich szkół, takich jak Eton College. W strojach uczniowskich zrezygnowała z wszelkich elementów mody współczesnej, jak t-shirty i trampki. Każdy mundurek został wzbogacony o dodatki odpowiadające domowi Hogwartu, do którego należał noszący go uczeń. Przy projektowaniu strojów do gry w quidditch Makovsky początkowo inspirowała się ilustracją na okładce amerykańskiego wydania powieści. Uznawszy jednak, że Harry wygląda na niej nieelegancko, zaprojektowała stroje złożone ze swetrów w stylu preppy, XIX-wiecznych spodni do szermierki i naramienników.
Dla nauczycieli Makovsky zaprojektowała staromodne togi, z elementami odpowiadającymi cechom postaci. Dla Albusa Dumbledore’a stworzyła aksamitne, purpurowe szaty z drukiem sitowym. Jedna z nich, nawiązująca do sztuki celtyckiej, była tworzona przez 8 tygodni. Dla Severusa Snape’a zaprojektowała ascetyczne, wiktoriańskie czarne szaty z długimi rękawami i trenami, które jej zdaniem przypominały „mroczny, rozwidlony, ciągnący się za nim język”. Zgodnie z sugestią Maggie Smith, dla Minerwy McGonagall zaprojektowała zielone togi w stylu szkockim, wzbogacone o celtyckie broszki, oraz kapelusze nawiązujące do tam o’shanter. Dla Quirrella, który zdaniem Columbusa miał się nie wyróżniać na tle pozostałych nauczycieli, przygotowała proste togi. Zgodnie z fabułą książki zaprojektowała dla niego turban, ale żeby uniknąć błędnych skojarzeń ze stylem arabskim, zainsprowała się renesansem. Dla Prawie Bezgłowego Nicka zaprojektowała stroje w stylu epoki elżbietańskiej, zaś dla Filcha w stylu epoki edwardiańskiej. Makovsky wyznała, że największą rozrywkę stanowiły dla niej stroje Dursleyów, których ubrała w stylu angielskiej klasy średniej, jednak pragnąc uniknąć przy tym karykaturalności.

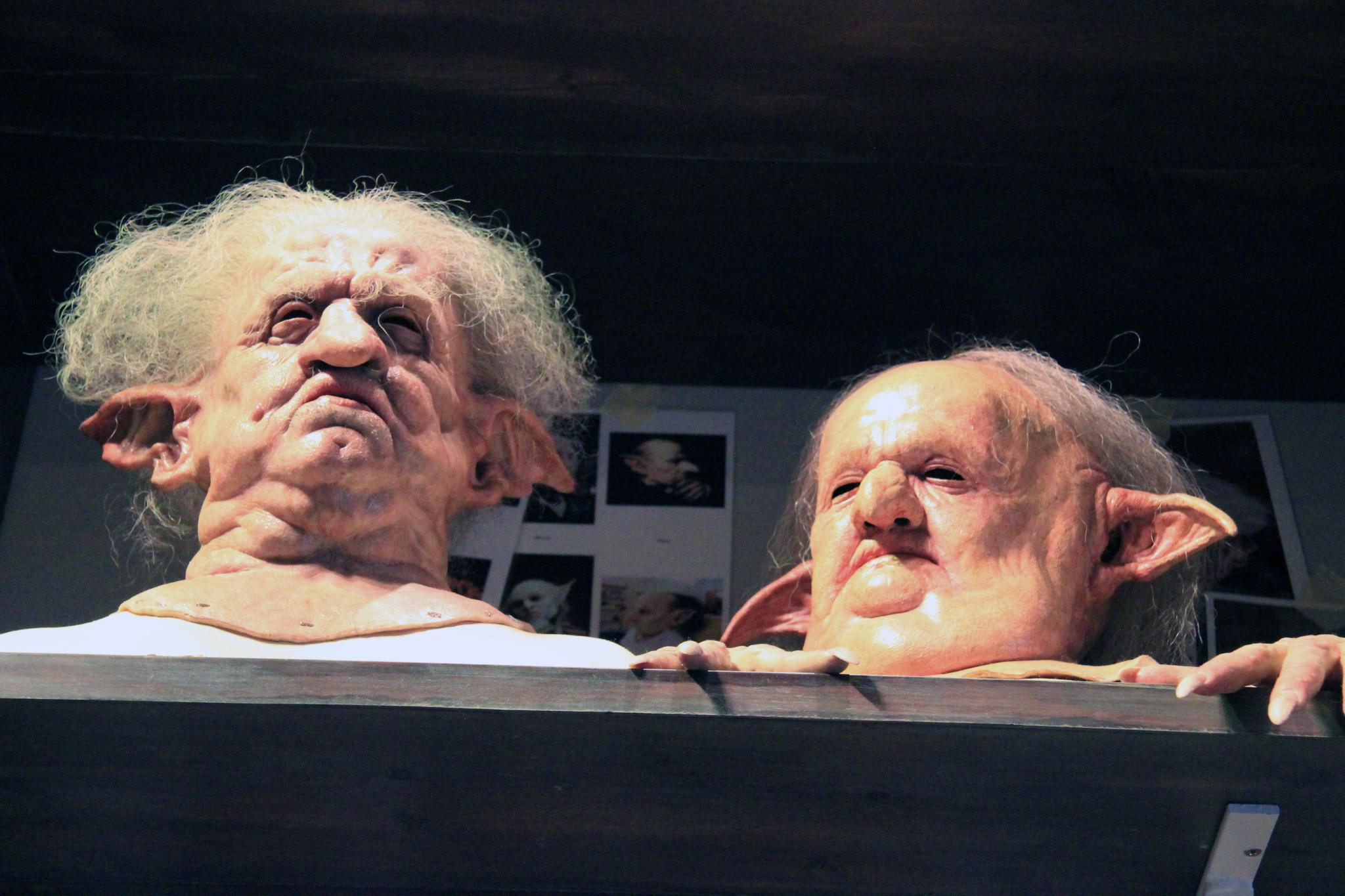
Prostetyczne charakteryzacje goblinów

Nick Dudman przygotował charakteryzację postaci półolbrzyma Rubeusa Hagrida. Korzystanie w całości z komputerowych efektów specjalnych stanowiło zbyt duże wyzwanie i było za drogie. Zgodnie z pomysłem Dudmana zbudowany został wielki kostium, wykorzystywany w scenach z szerokim ujęciem. W trakcie ich kręcenia Robbiego Coltrane’a zastępował ponad dwumetrowy dubler, Martin Bayfield, Coltrane występował zaś w scenach ze zbliżeniami. Na potrzeby sceny w Banku Gringotta zespół Dudmana przygotował 40 prostetycznych charakteryzacji goblinów, złożonych z silikonowych uszu, podbródków i nosów.
Aby zachować zgodność z opisami postaci w powieści, na początku zdjęć Daniel Radcliffe nosił zielone soczewki kontaktowe, a Emma Watson sztuczną szczękę. Po pierwszym dniu zdjęć Columbus zrezygnował ze sztucznego uzębienia Watson, które utrudniało jej mówienie i, jak wspominał, „wyglądało głupio”. Radcliffe dostał uczulenia, w związku z czym drugiego dnia zdjęć przestał nosić soczewki. Columbus wspominał, że początkowo jego oczy były kolorowane na zielono w postprodukcji, jednak wyglądały sztucznie, w związku z czym z kolorowania zrezygnowano, a Harry we wszystkich filmach miał inny kolor oczu niż w książce.

### Zdjęcia
Głównym miejscem kręcenia filmu był kompleks Leavesden Studios, jednak ze względu na ograniczenia czasowe część zdjęć odbyła się w istniejących lokalizacjach na terenie Wielkiej Brytanii. Tryb zdjęć był dostosowany do młodego wieku aktorów, którzy zgodnie z regulacjami prawnymi mogli spędzać ograniczony czas na planie i musieli odbywać trzy godzinny lekcji dziennie. Specjalnie w tym celu w studiu Leavesden Studios zostały zbudowane sale lekcyjne. Jak wspominał Columbus, przez pierwsze tygodnie zdjęcia były utrudnione przez dziecięcych aktorów, którzy ze względu na oczarowanie planem i zabawę nie mogli się skupić na odgrywaniu scen.

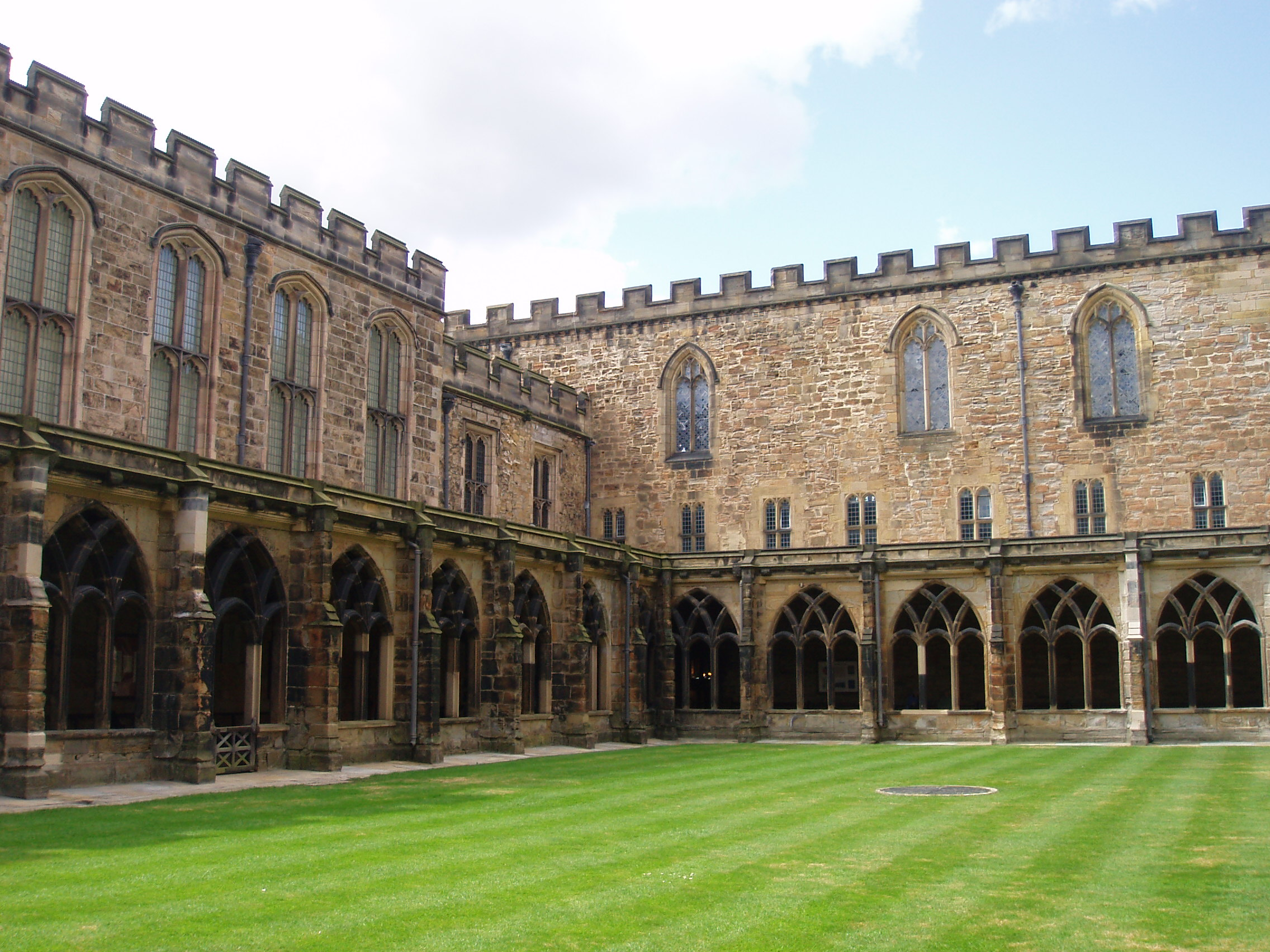
Dziedziniec i krużganki katedry w Durham, gdzie odbywały się zdjęcia do filmu

22 września 2000 na ulicy Picket Post Close w Bracknell drugorzędna ekipa filmowa nakręciła zdjęcia, które posłużyły w scenach plenerowych przy domu Dursleyów (jego wnętrze zostało zbudowane w Leavesden Studios). Właściwe zdjęcia rozpoczęły się 29 września 2000 we wsi Goathland, gdzie na dworcu kolejowym została nakręcona ostatnia scena z filmu, w której uczniowie wsiadają do Ekspresu Hogwart. Po zdjęciach w Goathland ekipa filmowa przeniosła się na teren zamku Alnwick, gdzie były kręcone sceny plenerowe na terenie Hogwartu, w tym scena nauki latania na miotle. W październiku 2000 odbyły się dwutygodniowe zdjęcia w katedrze w Durham. Jedna z jej sal posłużyła za salę do zajęć transmutacji, ponadto wykorzystany został dziedziniec z przylegającymi krużgankami. 21 października 2000 rozpoczęły się zdjęcia na terenie Biblioteki Bodlejańskiej w Oksfordzie. Biblioteka Duke Humfrey’s posłużyła za biliotekę Hogwartu, zaś Divinity School za szkolne skrzydło szpitalne. Do zdjęć wnętrz Hogwartu wykorzystany został także Christ Church w Oksfordzie. W lutym 2001 odbyły się zdjęcia w katedrze w Gloucester, która także posłużyła jako wnętrza Hogwartu. W Lacock Abbey w Lacock zostały nakręcone sceny w salach obrony przed czarną magią i eliksirów.
Część zdjęć odbyła się w lokalizacjach w Londynie. W Harrow School została nakręcona scena zajęć z zaklęć. Australia House posłużył jako wnętrze banku Gringotta. W London Zoo i na dworcu King’s Cross Station w Londynie zostały nakręcone sceny osadzone fabularnie w tych miejscach. Przy lesie niedaleko Londynu została zbudowana chata, służąca z zewnątrz jako chata Hagrida. Zdjęcia do filmu zakończyły się 23 marca 2001.

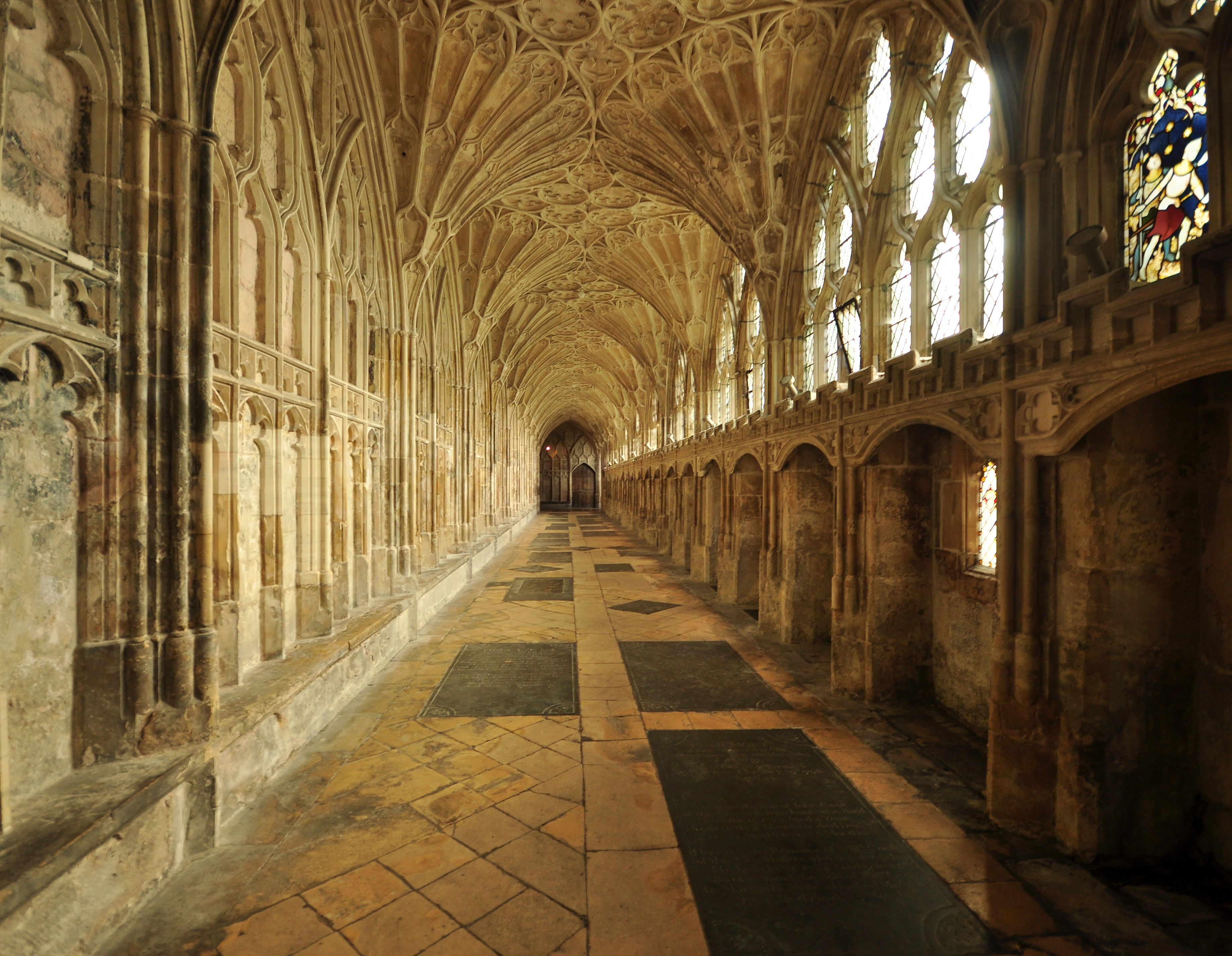
Korytarz katedry w Gloucester, który posłużył podczas zdjęć jako wnętrze Hogwartu

Operatorem filmu był John Seale. Zgodnie z wizją Columbusa, zastosował on różne style filmowania dla scen osadzonych w świecie mugolskim, a inne w czarodziejskim – w pierwszych wykorzystał zimniejsze kolory i węższe ujęcia, a w drugich cieplejsze barwy i szersze ujęcia. Dopiero w późniejszych fazach filmu, zawierających więcej fabularnej dramaturgii, stosował ciemniejsze tony. Jako że w Hogwarcie nie ma sztucznego oświetlenia, w scenach osadzonych w zamku stosował pochodnie i świece. W niektórych lokalizacjach zdjęć instalowanie oświetlenia było zakazane, w związku z czym Seale polegał na oświetleniu naturalnym zza okna, przefiltrowanym przez zainstalowane na zewnątrz rozświetlające żele i filtry szare. Film był kręcony przy użyciu kamer Panavision klas Platinum i Millennium. W większości scen wykorzystywane były trzy lub cztery kamery, co Columbus uzasadnił trudnością przewidzenia „jak dzieciaki zareagują na poszczególne kwestie”. W scenach z dużą liczbą aktorów, na przykład w Wielkiej Sali, w użyciu było sześć kamer, co Seale porównał do kręcenia rozgrywek sportowych. Ze względu na ograniczenia budżetowe producenci nie przystali na jego propozycję wykorzystania w postprodukcji technologii digital intermediate. Proces korekcji barw trwał cztery dni.
Ze względu na różne tytuły filmu w Wielkiej Brytanii i Stanach Zjednoczonych wszystkie dialogi ze zwrotem „kamień filozoficzny” zostały nakręcone dwukrotnie: z brytyjskim „philosopher’s stone” i amerykańskim „sorcerer’s stone”.

### Efekty specjalne
Film zawiera około 500–600 ujęć nakręconych z użyciem efektów specjalnych, stanowiących połączenie animatroniki i obrazów generowanych komputerowo (CGI). Nick Dudman był odpowiedzialny za efekty prostetyczne, zaś przedsiębiorstwo Jim Henson’s Creature Shop za efekty związane z marionetkami. CGI wykonało szereg przedsiębiorstw z Kalifornii, w tym Industrial Light & Magic, Rhythm and Hues Studios i Sony Pictures Imageworks.

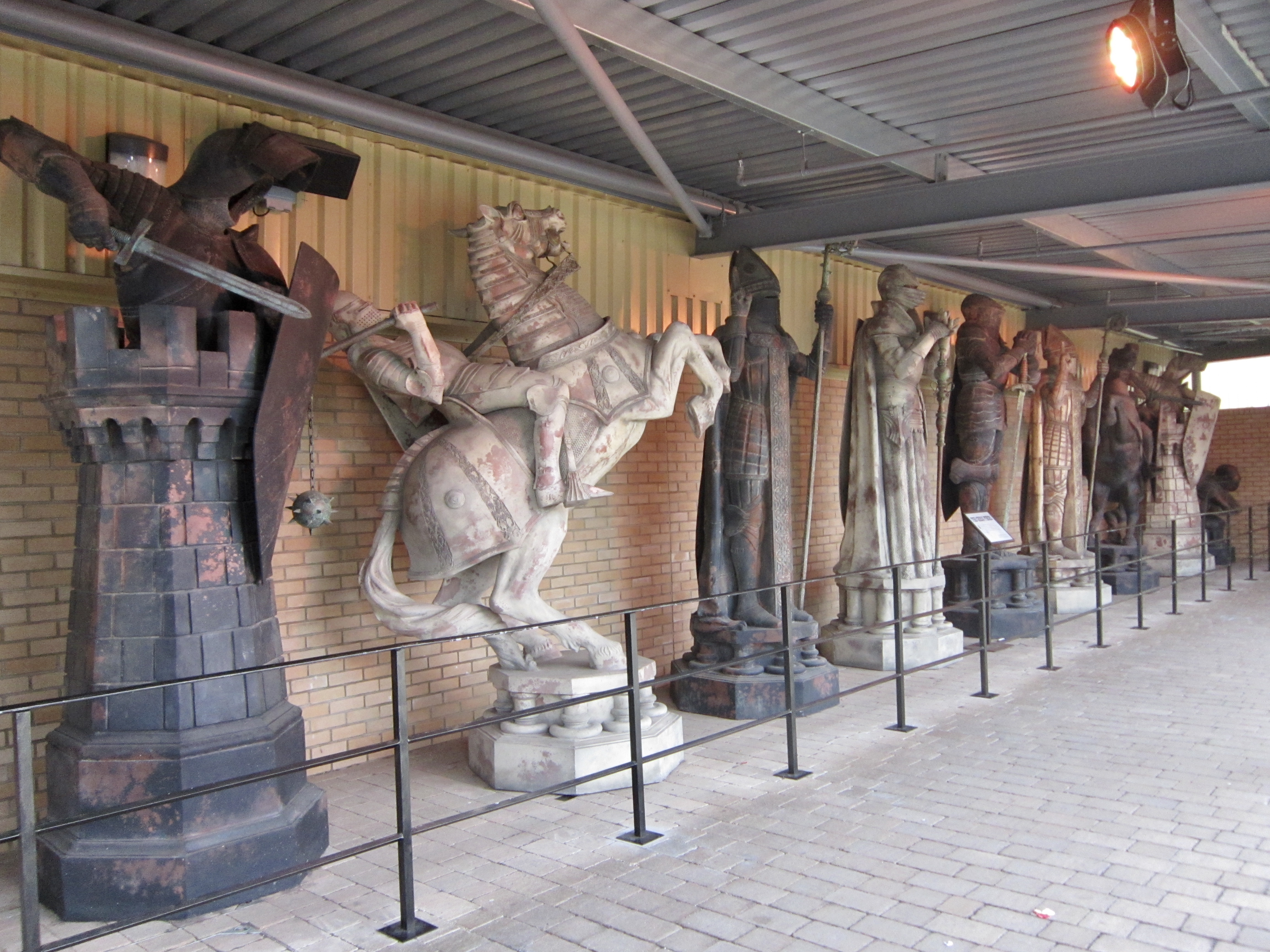
Olbrzymie figurki, wykorzystane w scenie gry w magiczne szachy

Najbardziej skomplikowane efekty specjalne zostały wykorzystane w scenach quidditcha. Sony Pictures Imageworks wykreowało cyfrowo stadion, do którego zostały komputerowo wkomponowane ujęcia graczy latających na miotle, nakręcone przy użyciu blue boxa. Scena gry w olbrzymie magiczne szachy została prawie w całości nakręcona bez użycia komputera: poruszające się figury szachowe były zdalnie sterowane, a do ich wybuchów zostały zastosowane efekty pirotechniczne. Jedynymi elementami CGI w scenie były pył i gruzy. Twarz Lorda Voldemorta została stworzona poprzez połączenie ujęć Richarda Bremmera, nakręconych z wykorzystaniem charakteryzacji protetycznej, oraz efektów komputerowych autorstwa Industrial Light & Magic. Scena z trollem została nakręcona częściowo z wykorzystywaniem prymitywnej na tamte czasy technologii przechwytywania ruchu, a częściowo z użyciem CGI. Trójgłowy pies Puszek został wykreowany poprzez połączenie CGI i fizycznych wielkich łap, wykorzystywanych w niektórych ujęciach. Smok Hagrida, Norbert, został w całości zaprojektowany komputerowo przez studio Rhythm & Hues. Diabelskie sidła, czyli poruszające się magiczne rośliny, zostały wykonane w całości fizycznie i były w trakcie zdjęć poruszane przez lalkarzy.
Columbus wspominał, że niektóre efekty specjalne w filmie nie zostały wykonane należycie ze względu na ograniczenia czasowe. Nauczony doświadczeniem, zdjęcia do kolejnego filmu, Harry’ego Pottera i Komnaty Tajemnic, rozpoczął od scen wymagających wielu efektów komputerowych, by odpowiedzialne za nie ekipy miały odpowiedni czas na pracę.

### Muzyka

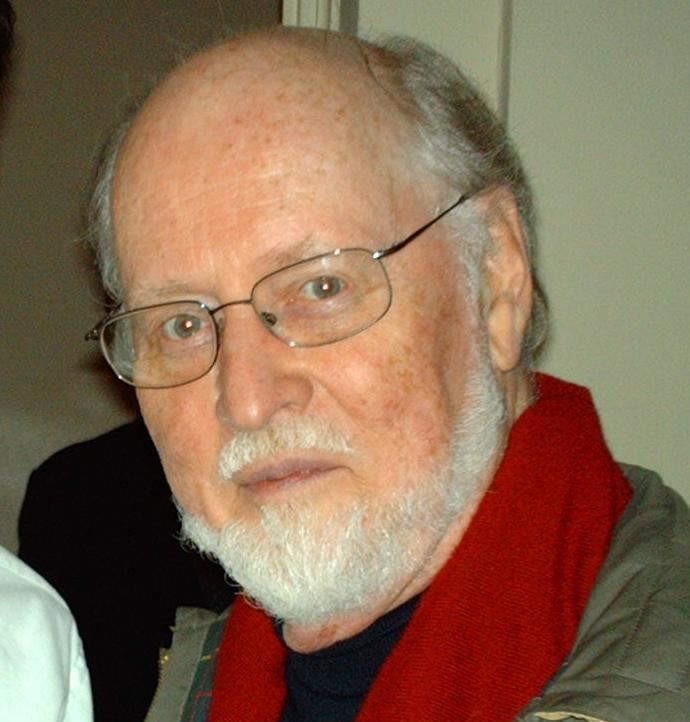
John Williams, kompozytor muzyki do filmu

James Horner odrzucił propozycję skomponowania muzyki do filmu. Columbus zaproponował napisanie ścieżki dźwiękowej Johnowi Williamsowi, z którym pracował wcześniej przy filmach Kevin sam w domu (1990) i Kevin sam w Nowym Jorku (1992). Na prośbę producentów, w pierwszej kolejności Williams skomponował utwór „Hedwig’s Theme”, który miał być wykorzystywany w materiałach promocyjnych filmu. Zaczyna się on od solowej partii czelesty, następnie wykorzystane są skrzypce i instrumenty dęte blaszane. Columbus wspominał swoją reakcję na pierwsze usłyszenie melodii: „Natychmiast było jasne, że to jest to. Brzmiała w sam raz, odpowiednio majestatycznie i magicznie”. Williams został zaangażowany do stworzenia całej ścieżki dźwiękowej, o czym media doniosły w sierpniu 2000.
Proces pracy nad muzyką rozpoczął w maju 2001 od spotkania z Columbusem w celu omówienia koncepcji. W kolejnych tygodniach komponował ścieżkę dźwiękową w swoim domu w Los Angeles i w Tanglewood. Skomentował: „Moim celem było wykreowanie świata nieważkości, ucieczki, kuglarstwa i radosnych niespodzianek. Przez to muzyka jest znacznie bardziej teatralna niż to, co zwykle tworzę do filmów. To bardziej muzyka, którą można usłyszeć w teatrze, niż w filmie”. Williams stworzył między innymi różne motywy muzyczne dla ośmiu postaci. Po zakończeniu prac nad komponowaniem około 188 kilogramów pudeł z zapisami nutowymi zostało przetransportowane do Londynu. Nagrania ścieżki dźwiękowej odbywały się przed 9 dni we wrześniu 2001 w studiu Air Lyndhurst. Na instrumentach zagrali freelancerzy.
Album muzyczny ze ścieżką dźwiękową do filmu został wydany 30 października 2001. W Wielkiej Brytanii dotarł do 19. miejsca listy sprzedaży UK Albums Chart i został przez stowarzyszenie British Phonographic Industry certyfikowany złotą płytą. W Stanach Zjednoczonych zajął 48. pozycję notowania Billboard 200 i 2. Top Soundtracks, a stowarzyszenie Recording Industry Association of America certyfikowało go złotą płytą. W Polsce dotarł do 2. miejsca listy OLiS i został przez Związek Producentów Audio-Video certyfikowany złotą płytą.
„Hedwig’s Theme” jest głównym leitmotivem całej serii Harry Potter. Utwór został wykorzystany, zwykle w przearanżowanych wersjach, we wszystkich częściach cyklu, a także w serii spin-offów Fantastyczne zwierzęta.

## Marketing
5 stycznia 2001 na stronie internetowej Harry’ego Pottera i Kamienia Filozoficznego został zamieszczony pierwszy kadr, przedstawiający Harry’ego z Hedwigą. Zapowiedź filmu była prezentowana w lutym 2001 podczas międzynarodowych targów zabawek w Nowym Jorku. Pierwszy zwiastun został opublikowany poprzez satelitę 1 marca 2001. Dzień później zaczął być wyświetlany w kinach wraz z filmem Agencie, podaj łapę. Drugi zwiastun pojawił się 27 czerwca 2001 na stronach AOL, a dwa dni później w kinach wraz z filmem A.I. Sztuczna inteligencja. W lipcu 2001 wytwórnia Warner Bros. Pictures zaprezentowała podczas konwentu San Diego Comic-Con sześciominutową zapowiedź produkcji. Trzeci i ostatni zwiastun został opublikowany 30 października 2001 w Internecie. 11 listopada 2001 amerykańska telewizja NBC wyemitowała godzinny program specjalny Harry Potter: Behind the Magic, przedstawiający kulisy pracy nad filmem.

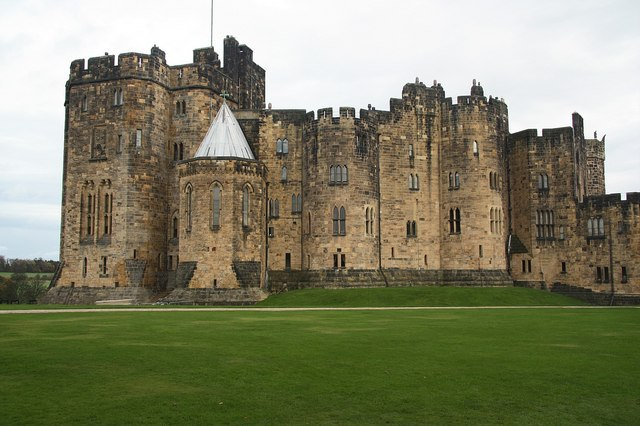
Zamek Alnwick, wykorzystywany podczas zdjęć jako Hogwart

W lutym 2000 zostały podpisane umowy licencyjne z przedsiębiorstwami Mattel i Hasbro. Mattel wydał zabawki na podstawie filmu, sprzedawane wyłącznie w sklepach Warner Bros., a Hasbro – słodycze, kolekcjonerskie kartki, gry i elektronikę. Pierwsze zabawki Mattela zostały zaprezentowane w lutym 2001 podczas międzynarodowych targów w Nowym Jorku. 20 lutego 2001 Warner Bros. ogłosił podjęcie z przedsiębiorstwem Coca-Cola globalnej współpracy marketingowej przy pierwszych dwóch filmach z serii Harry Potter, obejmującej butelki i puszki z napojami oraz dedykowane ciężarówki. Według nieoficjalnych doniesień medialnych umowa była warta 150 milionów dolarów. Lego wydał dwie kolekcje inspirowanych filmem klocków.
Diane Nelson, wiceszefowa działu Warner Bros. do spraw rozrywki familijnej, zdradziła, że wytwórnia obrała w marketingu filmu strategię „mniej znaczy więcej”. Zakładała ona ostrożność i przestrzeganie się przed nadmierną eksploatacją. Studio nie dopuszczało przedstawicieli mediów na plan filmu i pozwoliło tylko na kilka materiałów zakulisowych. Ponadto narzuciło ograniczenia w kampaniach reklamowych partnerów. Produkty, które wprowadzali do sprzedaży, miały pasować do wizualnej stylistyki filmu i przypominać bardziej artefakty niż pamiątki. Coca-Cola nie otrzymała zgody na lokowanie produktu w filmie i prezentowanie materiałów, w których bohaterowie piją produkowane przez spółkę napoje. Przedsiębiorstwo zostało ponadto zobowiązane do wsparcia finansowego organizacji non-profit Reading is Fundamental, promującej wśród dzieci czytelnictwo.
Łącznie Warner Bros. wydał 40 milionów dolarów na marketing filmu, a w Stanach Zjednoczonych udzielił 87 licencji na związane z nim produkty. Studio konsultowało się w sprawach marketingowych z J.K. Rowling. Obiekcje pisarki doprowadziły między innymi do rezygnacji z udzielenia licencji na okulary przeciwsłoneczne związane z filmem.

### Gra komputerowa
10 sierpnia 2000 Warner Bros. ogłosił, że przedsiębiorstwo Electronic Arts kupiło prawa do realizacji gry komputerowej na podstawie filmu. Wersja na PC została opracowana przez KnowWonder na silniku Unreal Engine. Wersję na PlayStation, bazującą na silniku gry Croc: Legend of the Gobbos, wyprodukował Argonaut. Z kolei wersja na Game Boy Color i Game Boy Advance została przygotowana przez Griptonite Games.
Wersja na PC została po raz pierwszy zaprezentowana na targach Electronic Entertainment Expo w maju 2001. Premiera wszystkich trzech wersji odbyła się 16 listopada 2001, równocześnie z filmem. Według danych The NPD Group, Harry Potter i Kamień Filozoficzny był w Stanach Zjednoczonych trzecią najczęściej kupowaną grą na PC w 2001. Do 2003 wersja na PlayStation sprzedała się w 8 milionach egzemplarzy, co było wówczas dziesiątym najwyższym wynikiem w historii gier na tę konsolę.
W czerwcu 2003 Electronic Arts ogłosił pracę nad wersją gry na konsole GameCube, PlayStation 2 i Xbox. Jej produkcją zajęło się studio Warthog Games. Premiera gry odbyła się 12 grudnia 2003.

## Wydanie
W początkowych fazach preprodukcji wytwórnia Warner Bros. Pictures zaplanowała wydanie filmu około 4 lipca 2001, czyli Dnia Niepodległości w Stanach Zjednoczonych. W maju 2000 „The Hollywood Reporter” doniósł, że ze względu na opóźnienia w realizacji premiera została wstępnie przesunięta na 16 listopada 2001. W grudniu 2000 zostały opublikowane pierwsze plakaty, potwierdzające premierę 16 listopada 2001.
Uroczysta premiera filmu z udziałem obsady i twórców odbyła się 4 listopada 2001 w kinie Odeon Leicester Square przy Leicester Square w Londynie. Kino zostało na tę okazję udekorowane, by przypominać Hogwart. 10 i 11 listopada 2001 film był przedpremierowo pokazywany w 491 kinach na terenie Wielkiej Brytanii. 11 listopada 2001 odbyła się jego uroczysta premiera z twórcami i obsadą w Ziegfeld Theater w Nowym Jorku, a 14 listopada 2001 specjalny pokaz dla przedstawicieli branży w Los Angeles. Film trafił na ekrany kin 16 listopada 2001, między innymi w Wielkiej Brytanii i Stanach Zjednoczonych. W Wielkiej Brytanii do kin zostało wysłane 1168 jego egzemplarzy, co stanowiło rekord w historii kraju. W Stanach Zjednoczonych i Kanadzie film trafił do 3672 kin, co także było największym otwarciem w historii tego rynku. Łącznie przez pierwszy weekend odbyło się w tych dwóch krajach 8,2 tysiąca seansów. Film pobił także rekordy największej dystrybucji w historii Niemiec (1226 egzemplarzy) i Francji (854 kin).
W Polsce Harry Potter i Kamień Filozoficzny trafił na ekrany kin 18 stycznia 2002. Film był dystrybuowany z przygotowanym przez Studio Sonica dubbingiem, wyreżyserowanym przez Olgę Sawicką.
11 maja 2002 Harry Potter i Kamień Filozoficzny został wydany na nośnikach DVD i VHS w Wielkiej Brytanii, a 28 maja 2002 w Stanach Zjedoczonych. 9 maja 2004 amerykańska stacja telewizyjna ABC wyemitowała premierowo jego rozszerzoną wersję, dłuższą od pierwotnej o 7 minut. 11 grudnia 2007 film został wydany na Blu-rayu. 8 grudnia 2009 rozszerzona wersja ukazała się na DVD.

## Odbiór

### Krytyczny
Serwis Rotten Tomatoes agregujący opinie krytyków filmowych zgromadził 202 recenzje Harry’ego Pottera i Kamienia Filozoficznego, spośród których 80% jest pozytywne. Portal podsumował, że film „stanowi wierną adaptację materiału źródłowego, równocześnie kondensując przeładowaną narrację powieści w angażujące, często wręcz ekscytujące widowisko na wielkim ekranie”. W serwisie Metacritic produkcja zdobyła wynik 65/100 na podstawie 37 zgromadzonych recenzji.

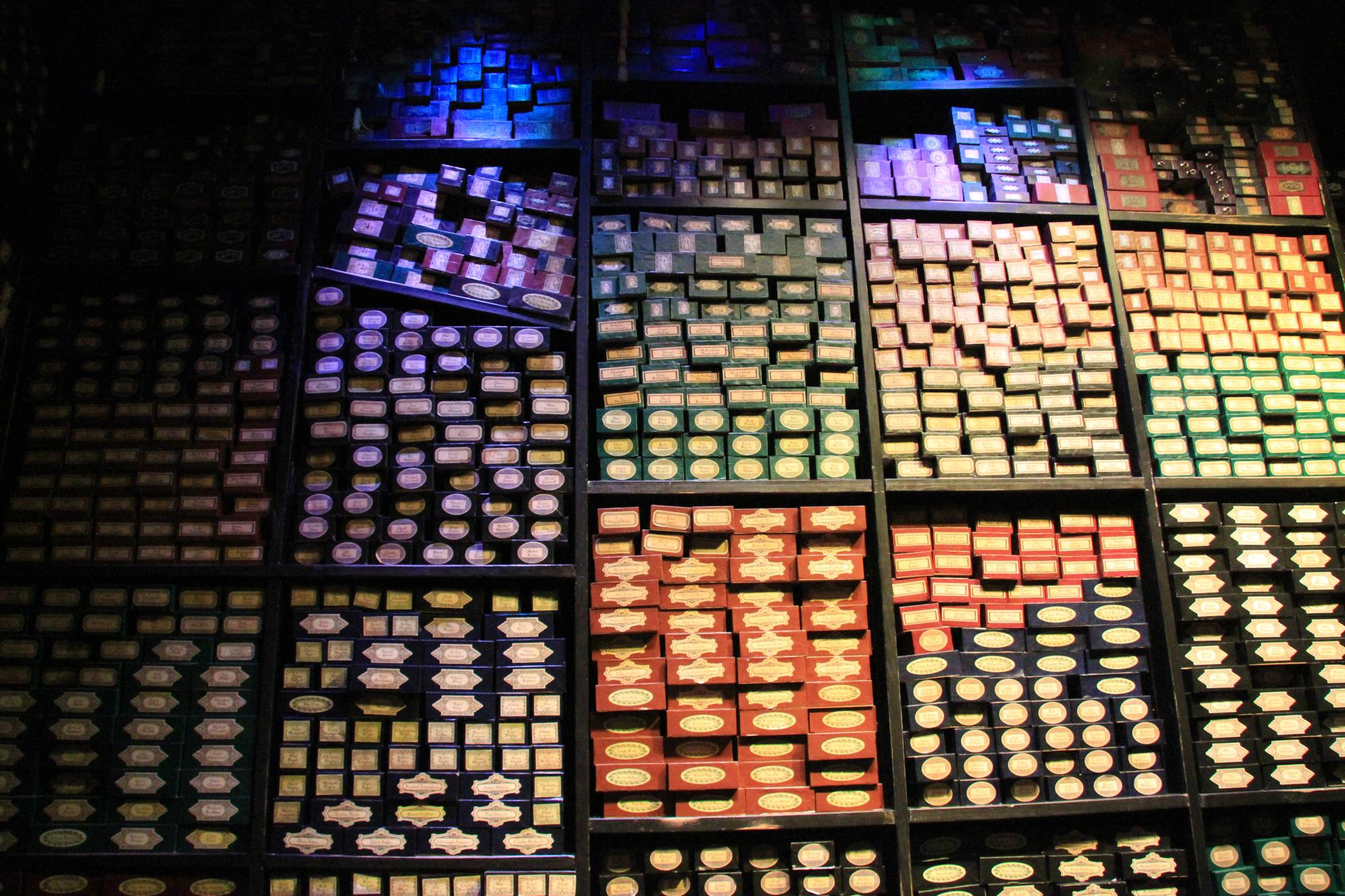
Pudełka na różdżki, wykorzystane w scenie w sklepie Ollivandera

Roger Ebert z „Chicago Sun-Times” nazwał film „klasykiem, który będzie nam towarzyszył przez długi czas i który zdobędzie całe pokolenia fanów”. John Hiscock z „The Daily Telegraph” napisał, że film „zachwyci zarówno wielbicieli, jak i nowicjuszy w świecie młodego czarodzieja w okularach”. Alan Morrison z „Empire” ocenił, że „fani nie mogliby sobie wymarzyć lepszej adaptacji”. Brian Linder z IGN nazwał produkcję „dobrym filmem, który powinien być nie lada gratką dla fanów i przyjemnością dla tych, którzy jeszcze nie przeczytali książek”. Todd McCarthy z „Variety” napisał: „Scenariusz jest wierny oryginałowi, aktorzy są w sam raz, zaś scenografia, kostiumy, charakteryzacja i efekty specjalnie sprostają oczekiwaniom, a czasami je wręcz przerastają”. Jess Cagle z „The Timesa” napisała: „Adaptacja ta jest filmem potężnych rozmiarów, z olśniewającymi efektami specjalnymi i wspaniałymi walorami produkcyjnymi”. Anthony Lane z „The New Yorkera” napisał, że film „robi dobrą robotę” oraz „nie pozostawia złego posmaku, w przeciwieństwie do książki”. Peter Bradshaw z „The Guardian” nazwał film „bogato zrealizowanym widowiskiem, najszybszymi i najwspanialszymi dwoma i pół godzinami, jakie spędziłem w kinie”. Desson Howe z „The Washington Post” pochwalił zachowanie „ducha powieści” i poczucia humoru Rowling. Kenneth Turan z „Los Angeles Timesa” wyraził opinię, że sukces filmu polega na wiernym odwzorowaniu wyobraźni Rowling.
Claudia Puig z „USA Today” pochwaliła aspekty wizualne i role starszych aktorów, dodając jednak, że „filmowi brakuje wspaniałej fantazji książki i figlarnego stylu Rowling, który czyni jej opowieści takimi czarującymi”. Kirk Honeycutt z „The Hollywood Reporter” zwrócił uwagę na udane techniczne wykonanie filmu, ale skrytykował przesadną wierność powieści i niechęć twórców do wprowadzania własnych pomysłów artystycznych. Richard Corliss z „The Timesa” napisał:  „Filmowi brakuje płynności, poczucia unoszenia się w przestrzeni, jakie daje czytelnikowi proza Rowling. Nie jest to rzecz nieudolna, lecz bezwładna”. Paul Tatara z CNN napisał: „Film dostarcza rozrywki, ale nie spełnia oczekiwań, jakie stawia się blockbusterom”. Ed Gonzalez ze Slant Magazine nazwał film „bezdusznym”, ponadto skrytykował „mdłą i duszną” scenografię. Elvis Mitchell z „The New York Timesa” napisał: „Ten nadmiernie familijny film jest jak park rozrywki, którego lata świetności już minęły: przez zmęczenie metalu kolejki górskie stukają i jęczą przy każdym zakręcie”. Rita Kempley z „The Washington Post” napisała: „Chociaż reżyser z miłością odtworzył cudowny świat znany z powieści, zapomniał o poczuciu bliskości i cieple”. Steven Rosen z „The Denver Post” skrytykował film za niedostatecznie rozwiniętą dramaturgię i fabularny pośpiech w stylu kreskówek.

### Komercyjny

#### Wielka Brytania
W Wielkiej Brytanii Harry Potter i Kamień Filozoficzny przyniósł 6,7 miliona funtów (około 9,6 miliona dolarów) dochodu z przedpremierowych pokazów 10 i 11 listopada 2001, dzięki czemu pobił rekord najbardziej dochodowego weekendu przedpremierowych seansów w historii kraju, wcześniej należący do Gwiezdnych wojen, części I: Mrocznego widma (1999) za sprawą 3,1 miliona dolarów. 5,1 miliona dolarów przypadało na sobotę 10 listopada, dzięki czemu film pobił rekord najwyższego jednodniowego dochodu w Wielkiej Brytanii, wcześniej należący do Toy Story 2 (1999). Z kolei 4,5 miliona dolarów zarobione 11 listopada było najwyższym niedzielnym wynikiem w historii państwa. Po pierwszym weekendzie właściwego wyświetlania w kinach (16–18 listopada 2001) Harry Potter i Kamień Filozoficzny zarobił w Wielkiej Brytanii 16,3 miliona funtów (około 25,7 miliona dolarów), dzięki czemu pobił rekord najlepszego otwarcia w historii kraju, wcześniej należący do Gwiezdnych wojen, części I: Mrocznego widma za sprawą 9,5 miliona funtów (13,4 miliona dolarów). 5,7 miliona dolarów przypadało na sobotę 17 listopada, dzięki czemu film ponownie pobił rekord najlepszego pojedynczego dnia. W kolejny weekend (23–25 listopada 2001) zarobił w Wielkiej Brytanii 8,4 miliona funtów, co było najlepszym drugim weekendem w historii państwa. Łącznie zajmował pierwsze miejsce brytyjskiego box office przez pięć tygodni i był najbardziej dochodowym filmem 2001 roku. Jego dochód po zakończeniu wyświetlania w kinach wynosił 66,1 miliona funtów, co było drugim najwyższym wynikiem w historii Wielkiej Brytanii po Titanicu (1997). Na trzecie miejsce w rankingu spadł dopiero w 2008 za sprawą Mamma Mii! (67,2 miliony).

#### Stany Zjednoczone i Kanada

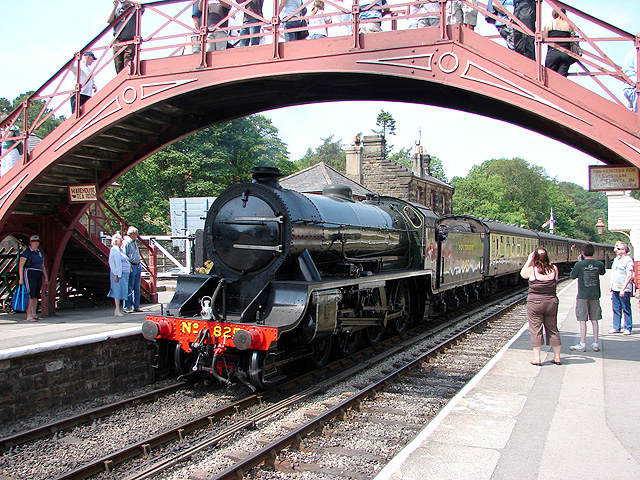
Dworzec kolejowy w Goathland, gdzie odbywały się zdjęcia do filmu

W Stanach Zjednoczonych i Kanadzie Harry Potter i Kamień Filozoficzny zarobił przez pierwszy weekend w kinach (16–18 listopada 2001) 90,3 miliona dolarów, dzięki czemu pobił rekord najlepszego otwarcia w historii tego rynku, należący wcześniej do Zaginionego świata: Jurrasic Parku (1997) za sprawą 72,1 miliona dolarów. W sobotę film zarobił 33,5 miliona, a w piątek 32,3 miliona dolarów, dzięki czemu uplasował się na pierwszym i drugim miejscu rankingu najbardziej dochodowych pojedynczych dni w historii rynku amerykańsko-kanadyjskiego. Wcześniej rekord należał do Gwiezdnych wojen, części I: Mrocznego widma za sprawą 28,5 milionów dolarów. We wtorek 20 listopada 2001 Harry Potter i Kamień Filozoficzny stał się drugim po Gwiezdnych wojnach, części I: Mrocznym widmie filmem w historii, który przekroczył w Stanach Zjednoczonych i Kanadzie 100 milionów dochodu w 5 dni. W długi weekend Dnia Dziękczynienia (od środy 21 do niedzieli 24 listopada 2001) zarobił łącznie 82,4 miliona dolarów, pobijając należący do Toy Story 2 rekord najwyższego dochodu w tym okresie. Wynik ten został przekroczony dopiero w 2013. W sumie Harry Potter i Kamień Filozoficzny spędził trzy tygodnie na pierwszym miejscu amerykańsko-kanadyjskiego box office. W Boże Narodzenie (25 grudnia 2001) jego dochód przekroczył 267,7 miliona dolarów, dzięki czemu stał się najbardziej kasowym filmem 2001 roku na tym rynku. Jego dochód po zakończeniu wyświetlania w kinach wynosił 317,6 milionów dolarów, co było wówczas ósmym najwyższym wynikiem w historii Stanów Zjednoczonych i Kanady.

#### Pozostałe państwa
Harry Potter i Kamień Filozoficzny pobił rekordy najbardziej dochodowego otwarcia w Niemczech (13,6 miliona dolarów), Japonii (12,5 milionów), Włoszech (5,5 miliona), Australii (4,9 miliona), Hiszpanii (4,4 miliona), na Tajwanie (2,3 miliona dolarów), w Brazylii (1,8 miliona), Holandii (1,7 miliona), Szwecji (1,5 miliona), Austrii (1,3 miliona), Danii (1,2 miliona), Norwegii (1 milion), Alemanii (niemieckojęzycznej części Szwajcarii, 1 milion), Wenezueli (766 tysięcy), Grecji (699 tysięcy), Finlandii (663 tysięcy), Nowej Zelandii (620 tysięcy), Portugalii (594 tysiące), Izraelu (574 tysięcy), Islandii (567 tysięcy), Romandii (francuskojęzycznej części Szwajcarii, 544 tysięcy) i Kolumbii (386 tysięcy). W Meksyku (3,7 miliona), Belgii (1,1 miliona), Tajlandii (1,1 miliona), na Filipinach (1,1 miliona) i w Singapurze (847 tysięcy) zanotował drugie najlepsze otwarcie w historii, zaś w Argentynie (1,2 miliona), Turcji (625 tysięcy) i Południowej Afryce (305 tysięcy) trzecie. We Francji zarobił w pierwsze pięć dni 10,1 miliona dolarów, co było czwartym najlepszym otwarciem w historii, z czego najlepszym dla filmów hollywoodzkich.
W Niemczech, Holandii, Austrii, Danii, Alemanii, Norwegii i Afryce Południowej Harry Potter i Kamień Filozoficzny ustanowił najbardziej dochodowe drugie weekendy w historii, zaś w Szwecji pobił ten rekord dla filmów amerykańskich. W Japonii i Hiszpanii jego drugie weekendy wyświetlania były drugimi najbardziej dochodowymi weekendami w historii, ustępując tylko pierwszemu weekendowi tego samego filmu. W Niemczech zarobił w sobotę 24 listopada 2001 4,6 miliona dolarów, dzięki czemu pobił rekord najbardziej dochodowego pojedynczego dnia odnotowanego przez jakikolwiek film w historii.
W styczniu 2002 Harry Potter i Kamień Filozoficzny był drugim najbardziej dochodowym filmem w historii Niemiec i Holandii, trzecim w Australii, czwartym w Japonii, Hiszpanii i Meksyku, a także piątym w Korei Południowej i na Tajwanie.
W Polsce w pierwszy weekend wyświetlania filmu w kinach jego widownia wyniosła 355 955 osób, co było drugim najlepszym otwarciem w historii, zaraz za Panem Tadeuszem (1999) z 424 895. Według danych Stowarzyszenia Filmowców Polskich, łącznie w Polsce zostało sprzedane 2 518 282 biletów na film, co przełożyło się na 31 452 460 złotych dochodu. Pod względem frekwencji był to siódmy najwyższy wynik od rozpoczęcia prowadzenia statystyk w 1990, w tym czwarty spośród filmów zagranicznych.

#### W skali globalnej

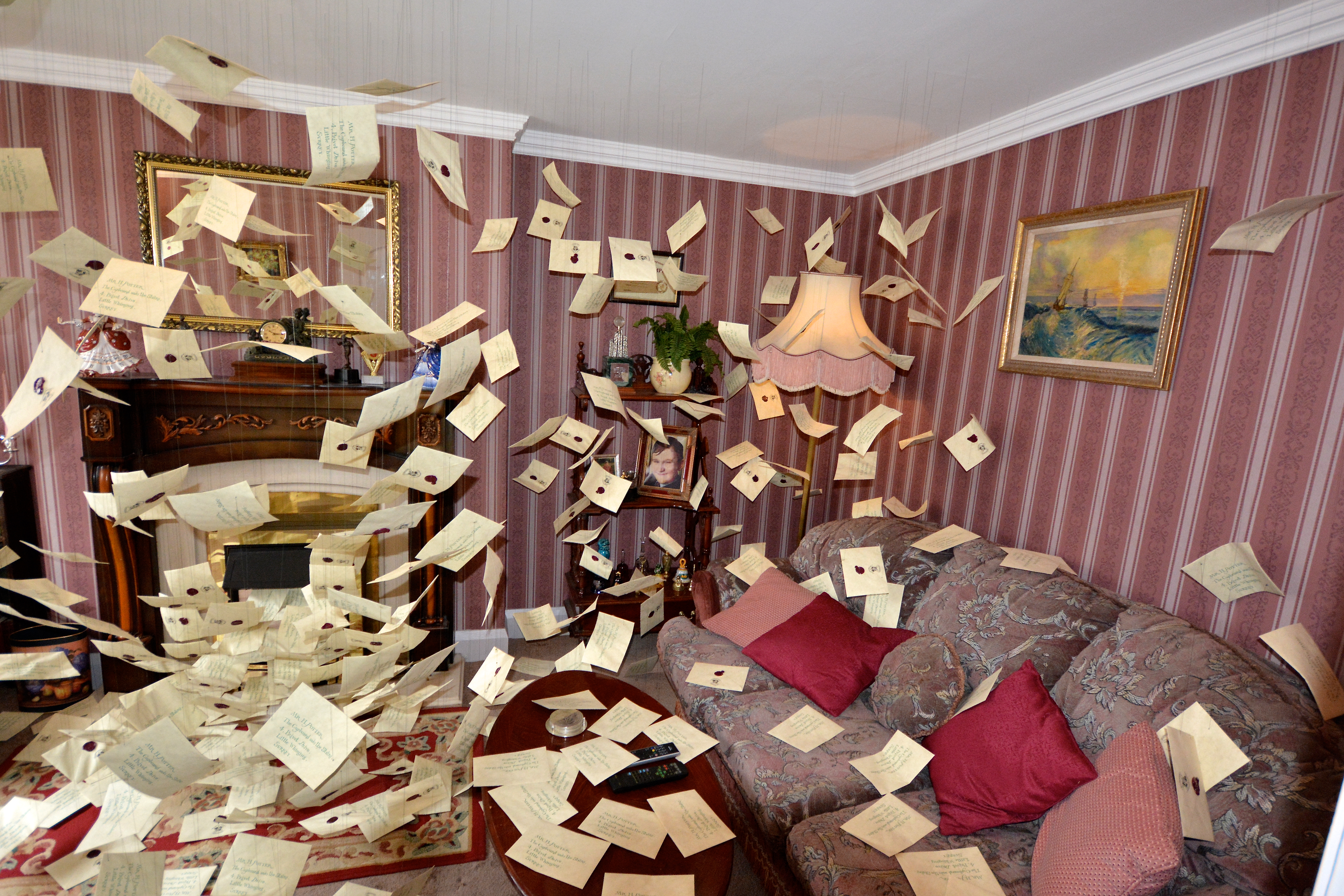
Scenografia wnętrza domu Dursleyów

Do 26 listopada 2001, czyli przez pierwsze 10 dni, Harry Potter i Kamień Filozoficzny miał premierę na 17 rynkach, a jego światowy dochód przekroczył 77,6 miliona dolarów. Do końca kolejnego tygodnia, czyli do 2 grudnia 2001, zarobił 174 miliony dolarów w 31 państwach. Od piątku 30 listopada do niedzieli 2 grudnia 2001 zarobił poza Stanami Zjednoczonymi i Kanadą 60,9 miliona dolarów, dzięki czemu pobił rekord najbardziej dochodowego weekendu poza tymi dwoma państwami, wcześniej należący do Titanica (1998) za sprawą 50,7 miliona dolarów. W kolejny weekend, 7–9 grudnia 2001, pobił ten rekord ponownie dzięki 62,3 milionowi dolarów w 37 krajach. Do końca grudnia 2001 zarobił na całym świecie 733,7 miliona dolarów, co czyniło go najbardziej dochodowym filmem 2001 roku i siódmym najbardziej dochodowym filmem w historii.
19 lutego 2002 wytwórnia Warner Bros. Pictures poinformowała, że Harry Potter i Kamień Filozoficzny zarobił już 926,1 miliona dolarów, dzięki czemu stał się drugim najbardziej dochodowym filmem w historii. Wyższy wynik (1,8 miliarda dolarów) zanotował tylko Titanic (1997). Gdy film skończył być wyświetlany w kinach, jego światowy dochód wynosił 974,8 miliona dolarów, w tym 657,2 miliona poza Stanami Zjednoczonymi i Kanadą.
W kolejnych latach Harry Potter i Kamień Filozoficzny sporadycznie wracał na ekrany kin. W sierpniu 2020, za sprawą reedycji w Chinach, dochód brutto filmu przekroczył miliard dolarów. Aktualnie jego dochód wynosi około 1,024 miliardy dolarów. Jest to drugi najwyższy wynik z całej franczyzy Wizarding World, zaraz za Harrym Potterem i Insygniami Śmierci: Częścią II (2011).

#### Domowe wideo
W Wielkiej Brytanii nośniki DVD i VHS z Harrym Potterem i Kamieniem Filozoficznym sprzedały się w pierwszym dniu w 1,25 miliona egzemplarzy, co było najlepszym jednodniowym debiutem w historii. Przez pierwszy tydzień dystrybucji na świecie sprzedaż wyniosła 20,86 miliona egzemplarzy, w tym 9,86 miliona w Stanach Zjednoczonych i Kanadzie. Dodatkowo w samych Stanach Zjednoczonych film przyniósł w tym czasie 19,1 miliona dolarów dochodu z wypożyczalni filmowych, co stanowiło rekordowy pierwszy tydzień. Do czerwca 2002 światowa sprzedaż nośników domowych przekroczyła 10 milionów, z czego DVD stanowiły około 60%.

### Nagrody i nominacje
W Stanach Zjednoczonych Harry Potter i Kamień Filozoficzny został nominowany do Nagród Akademii Filmowej (Oscarów) za najlepszą scenografię, najlepsze kostiumy i najlepszą muzykę filmową. W Wielkiej Brytanii otrzymał siedem nominacji do Nagród Brytyjskiej Akademii Filmowej (BAFTA), między innymi w kategorii najlepszy film brytyjski. Za ścieżkę dźwiękową John Williams otrzymał dwie nominacje do Nagrody Grammy. Amerykańska Gildia Producentów Filmowych nominowała film w głównej kategorii, zaś Amerykański Instytut Filmowy w kategorii efektów specjalnych. Film otrzymał także nominacje między innymi do Young Artist Awards, Teen Choice Awards, MTV Movie Awards, Satelitów i Saturnów.
| Plebiscyt                                                      | Data                      | Kategoria                                                                              | Nominowani | Rezultat  | Źr.     |
| -------------------------------------------------------------- | ------------------------- | -------------------------------------------------------------------------------------- | --- | --------- | ------- |
| Amanda                                                         | 18 sierpnia 2002(dts)     | Najlepszy film obcojęzyczny                                                            | Harry Potter i Kamień Filozoficzny | Nominacja | [ 264 ] |
| BMI Awards                                                     | 15 maja 2002(dts)         | Muzyka filmowa                                                                         | John Williams | Wygrana   | [ 265 ] |
| Broadcast Film Critics Association Awards                      | 11 stycznia 2002(dts)     | Najlepszy aktorski film familijny                                                      | Harry Potter i Kamień Filozoficzny | Wygrana   | [ 266 ] |
| Broadcast Film Critics Association Awards                      | 11 stycznia 2002(dts)     | Najlepszy występ dziecięcy                                                             | Daniel Radcliffe | Nominacja | [ 266 ] |
| Broadcast Film Critics Association Awards                      | 11 stycznia 2002(dts)     | Najlepszy kompozytor                                                                   | John Williams | Nominacja | [ 266 ] |
| Empire Awards                                                  | 5 lutego 2002(dts)        | Najlepszy film                                                                         | Harry Potter i Kamień Filozoficzny | Nominacja | [ 267 ] |
| Empire Awards                                                  | 5 lutego 2002(dts)        | Najlepszy debiut                                                                       | Daniel Radcliffe, Rupert Grint, Emma Watson | Nominacja | [ 267 ] |
| Evening Standard British Film Awards                           | 2 marca 2002(dts)         | Nagroda za osiągnięcia techniczne                                                      | Stuart Craig | Wygrana   | [ 268 ] |
| Golden Trailer Awards                                          | 14 marca 2002(dts)        | Najlepszy zwiastun filmu animowanego lub familijnego                                   | The Ant Farm, Imaginary Forces | Nominacja | [ 269 ] |
| Grammy                                                         | 23 lutego 2003            | Najlepsza kompozycja instrumentalna                                                    | John Williams (za „Hedwig’s Theme”) | Nominacja | [ 256 ] |
| Grammy                                                         | 23 lutego 2003            | Najlepsza ścieżka dźwiękowa filmu, programu telewizyjnego lub innego medium wizualnego | John Williams | Nominacja | [ 256 ] |
| Hugo                                                           | 2 września 2002(dts)      | Najlepsza Prezentacja dramatyczna                                                      | Harry Potter i Kamień Filozoficzny | Nominacja | [ 270 ] |
| MTV Movie Awards                                               | 1 czerwca 2002            | Przełomowa rola męska                                                                  | Daniel Radcliffe | Nominacja | [ 261 ] |
| Nagrody Akademii Filmowej (Oscary)                             | 24 marca 2002             | Najlepsza scenografia                                                                  | Stuart Craig, Stephenie McMillan | Nominacja | [ 254 ] |
| Nagrody Akademii Filmowej (Oscary)                             | 24 marca 2002             | Najlepsze kostiumy                                                                     | Judianna Makovsky | Nominacja | [ 254 ] |
| Nagrody Akademii Filmowej (Oscary)                             | 24 marca 2002             | Najlepsza muzyka filmowa                                                               | John Williams | Nominacja | [ 254 ] |
| Nagrody Amerykańskiego Instytutu Filmowego                     | 5 stycznia 2002(dts)      | Efekty specjalne roku                                                                  | Robert Legato, Nick Davis, Roger Guyett | Nominacja | [ 258 ] |
| Nagrody Amerykańskiego Samorządu Zawodowego Reżyserów Castingu | 17 października 2002(dts) | Casting do filmu komediowego                                                           | Janet Hirshenson, Jane Jenkins | Wygrana   | [ 271 ] |
| Nagrody Amerykańskiego Stowarzyszenia Montażystów              | 24 lutego 2002(dts)       | Najlepszy montaż filmu dramatycznego                                                   | Richard Francis-Bruce | Nominacja | [ 272 ] |
| Nagrody Amerykańskiej Gildii Kostiumografów                    | 16 marca 2002(dts)        | Najlepsze kostiumy w filmie kostiumowym lub fantasy                                    | Judianna Makovsky | Wygrana   | [ 273 ] |
| Nagrody Amerykańskiej Gildii Producentów Filmowych             | 3 marca 2002(dts)         | Producent filmu kinowego                                                               | David Heyman | Nominacja | [ 257 ] |
| Nagrody Amerykańskiej Gildii Publicystów                       | 2002                      | Nagroda Maxwella Weinberga                                                             | Warner Bros. | Wygrana   | [ 274 ] |
| Nagrody Amerykańskiej Gildii Scenografów                       | 24 lutego 2002(dts)       | Najlepsza scenografia w filmie kostiumowym                                             | Stuart Craig, John King, Neil Lamont, Andrew Ackland-Snow, Peter Francis, Michael Lamont, Simon Lamont, Steve Lawrence, Lucinda Thomson, Stephen Morahan, Dominic Masters, Gary Tomkins | Nominacja | [ 275 ] |
| Nagrody Brytyjskiej Akademii Filmowej (BAFTA)                  | 24 lutego 2002            | Najlepszy film brytyjski                                                               | David Heyman, Chris Columbus | Nominacja | [ 255 ] |
| Nagrody Brytyjskiej Akademii Filmowej (BAFTA)                  | 24 lutego 2002            | Najlepszy aktor drugoplanowy                                                           | Robbie Coltrane | Nominacja | [ 255 ] |
| Nagrody Brytyjskiej Akademii Filmowej (BAFTA)                  | 24 lutego 2002            | Najlepsze kostiumy                                                                     | Judianna Makovsky | Nominacja | [ 255 ] |
| Nagrody Brytyjskiej Akademii Filmowej (BAFTA)                  | 24 lutego 2002            | Najlepsza scenografia                                                                  | Stuart Craig | Nominacja | [ 255 ] |
| Nagrody Brytyjskiej Akademii Filmowej (BAFTA)                  | 24 lutego 2002            | Najlepsza charakteryzacja i fryzury                                                    | Nick Dudman, Eithne Fennel, Amanda Knight | Nominacja | [ 255 ] |
| Nagrody Brytyjskiej Akademii Filmowej (BAFTA)                  | 24 lutego 2002            | Najlepszy dźwięk                                                                       | John Midgley, Eddy Joseph, Ray Merrin, Graham Daniel, Adam Daniel | Nominacja | [ 255 ] |
| Nagrody Brytyjskiej Akademii Filmowej (BAFTA)                  | 24 lutego 2002            | Najlepsze efekty specjalne                                                             | Robert Legato, Nick Davis, John Richardson, Roger Guyett, Jim Berney | Nominacja | [ 255 ] |
| Nagrody Dziecięce Brytyjskiej Akademii Filmowej (BAFTA)        | 24 listopada 2002(dts)    | Najlepszy film pełnometrażowy                                                          | David Heyman, Chris Columbus, Steve Kloves | Nominacja | [ 276 ] |
| Nagrody Japońskiej Akademii Filmowej                           | 8 marca 2002(dts)         | Najlepszy film obcojęzyczny                                                            | Harry Potter i Kamień Filozoficzny | Nominacja | [ 277 ] |
| Nagrody Stowarzyszenia Krytyków Filmowych z Las Vegas          | 1 stycznia 2002(dts)      | Najlepszy film familijny                                                               | Harry Potter i Kamień Filozoficzny | Wygrana   | [ 278 ] |
| Nagrody Stowarzyszenia Krytyków Filmowych z Phoenix            | 2002                      | Najlepszy film familijny                                                               | Harry Potter i Kamień Filozoficzny | Wygrana   | [ 279 ] |
| Nagrody Stowarzyszenia Krytyków Filmowych z Phoenix            | 2002                      | Najlepszy występ dziecięcy                                                             | Emma Watson | Nominacja | [ 279 ] |
| Nagrody Stowarzyszenia Krytyków Filmowych z Phoenix            | 2002                      | Najlepszy debiutant                                                                    | Daniel Radcliffe | Nominacja | [ 279 ] |
| Nagrody Stowarzyszenia Krytyków Filmowych z Phoenix            | 2002                      | Najlepsza scenografia                                                                  | Stuart Craig | Nominacja | [ 279 ] |
| Nagrody Stowarzyszenia Krytyków Filmowych z Phoenix            | 2002                      | Najlepsze kostiumy                                                                     | Judianna Makovsky | Nominacja | [ 279 ] |
| Nagrody Stowarzyszenia Krytyków Filmowych z Phoenix            | 2002                      | Najlepsza muzyka                                                                       | John Williams | Nominacja | [ 279 ] |
| Nagrody Stowarzyszenia Krytyków Filmowych z Phoenix            | 2002                      | Najlepsze efekty specjalne                                                             | Robert Legato, Nick Davis, John Richardson, Roger Guyett | Nominacja | [ 279 ] |
| Nickelodeon Kids’ Choice Awards                                | 20 kwietnia 2002          | Ulubiony film                                                                          | Harry Potter i Kamień Filozoficzny | Nominacja | [ 280 ] |
| Satelity                                                       | 19 stycznia 2002          | Najlepszy film animowany lub wykorzystujący live-action                                | Harry Potter i Kamień Filozoficzny | Nominacja | [ 262 ] |
| Satelity                                                       | 19 stycznia 2002          | Najlepszy montaż                                                                       | Richard Francis-Bruce | Nominacja | [ 262 ] |
| Satelity                                                       | 19 stycznia 2002          | Najlepsza scenografia                                                                  | Stuart Craig | Nominacja | [ 262 ] |
| Satelity                                                       | 19 stycznia 2002          | Najlepsze efekty specjalne                                                             | Robert Legato, Nick Davis, Roger Guyett, John Richardson | Nominacja | [ 262 ] |
| Satelity                                                       | 19 stycznia 2002          | Najlepszy debiutant                                                                    | Rupert Grint | Wygrana   | [ 281 ] |
| Saturny                                                        | 10 czerwca 2002(dts)      | Najlepszy film fantasy                                                                 | Harry Potter i Kamień Filozoficzny | Nominacja | [ 263 ] |
| Saturny                                                        | 10 czerwca 2002(dts)      | Najlepszy reżyser                                                                      | Chris Columbus | Nominacja | [ 263 ] |
| Saturny                                                        | 10 czerwca 2002(dts)      | Najlepszy aktor drugoplanowy                                                           | Robbie Coltrane | Nominacja | [ 263 ] |
| Saturny                                                        | 10 czerwca 2002(dts)      | Najlepsza aktorka drugoplanowa                                                         | Maggie Smith | Nominacja | [ 263 ] |
| Saturny                                                        | 10 czerwca 2002(dts)      | Najlepszy młody aktor lub aktorka                                                      | Daniel Radcliffe | Nominacja | [ 263 ] |
| Saturny                                                        | 10 czerwca 2002(dts)      | Najlepszy młody aktor lub aktorka                                                      | Emma Watson | Nominacja | [ 263 ] |
| Saturny                                                        | 10 czerwca 2002(dts)      | Najlepsze kostiumy                                                                     | Judianna Makovsky | Wygrana   | [ 263 ] |
| Saturny                                                        | 10 czerwca 2002(dts)      | Najlepsza charakteryzacja                                                              | Nick Dudman, Mark Coulier, John Lambert | Nominacja | [ 263 ] |
| Saturny                                                        | 10 czerwca 2002(dts)      | Najlepsze efekty specjalne                                                             | Robert Legato, Nick Davis, Roger Guyett, John Richardson | Nominacja | [ 263 ] |
| Stinkers Bad Movie Awards                                      | 2002                      | Najbardziej natrętna ścieżka dźwiękowa                                                 | John Williams | Nominacja | [ 282 ] |
| Teen Choice Awards                                             | 19 sierpnia 2002(dts)     | Film dramatyczny                                                                       | Harry Potter i Kamień Filozoficzny | Nominacja | [ 260 ] |
| Young Artist Awards                                            | 7 kwietnia 2002(dts)      | Najlepszy familijny film dramatyczny                                                   | Harry Potter i Kamień Filozoficzny | Nominacja | [ 259 ] |
| Young Artist Awards                                            | 7 kwietnia 2002(dts)      | Najlepsza aktorka pierwszoplanowa w filmie                                             | Emma Watson | Wygrana   | [ 259 ] |
| Young Artist Awards                                            | 7 kwietnia 2002(dts)      | Najlepszy aktor drugoplanowy w filmie                                                  | Tom Felton | Nominacja | [ 259 ] |
| Young Artist Awards                                            | 7 kwietnia 2002(dts)      | Najlepsza obsada w filmie                                                              | Rupert Grint, Emma Watson, Tom Felton | Nominacja | [ 259 ] |
| Young Artist Awards                                            | 7 kwietnia 2002(dts)      | Najbardziej obiecujący młody debiutant                                                 | Rupert Grint | Wygrana   | [ 259 ] |
| Złote Szpule                                                   | 23 marca 2002(dts)        | Najlepszy montaż dźwięku w filmie zagranicznym                                         | Eddy Joseph, Martin Cantwell, Nick Lowe, Colin Ritchie, Peter Holt | Nominacja | [ 283 ] |